# Salamanque
Salamanque, Salamanca en espagnol, est une ville de la province de Salamanque dans la communauté autonome de Castille-et-León en Espagne. Elle est la capitale de la province et est une ville de 144 436 habitants (en 2017). Son aire métropolitaine atteint près de 230 000 habitants, ce qui en fait la deuxième de la communauté après Valladolid par la population.
Salamanque abrite la plus ancienne université encore en activité d'Espagne. Alphonse IX de León aurait émis le souhait de créer l’université de Salamanque en 1218 pour contrebalancer la création de l’université de Palencia par Alphonse VIII de Castille quelques années auparavant . Les deux universités de Palencia et de Salamanque, simples souhaits de rois n’ayant prévu ni organisation, ni fondement juridique précis (absence de charte de fondation), sombrèrent rapidement. Il faudra attendre la charte édictée par Alphonse X de Castille en 1254, confirmée à sa demande par le Pape Alexandre IV en 1255, pour que l’université de Salamanque prenne tout son essor . Durant l'époque de son rayonnement, une phrase populaire s'est formée : « Quod natura non dat, Salmantica non præstat » signifiant « Ce que la nature ne donne pas, Salamanque ne (le) prête pas ».
Des personnalités célèbres comme : Antonio de Nebrija, Christophe Colomb, Fernando de Rojas, Francisco de Vitoria et l'École de Salamanque, Fray Luis de León, ou Miguel de Unamuno avaient des liens avec la ville.
En 1988, la ville fut déclarée au patrimoine de l'humanité par l'Unesco. Elle comporte un patrimoine architectural important, avec ses deux cathédrales, la vieille et la nouvelle, la maison des coquillages, la Plaza Mayor, le Couvent de San Esteban et les Écoles Majeures. En 2002, elle fut la Capitale européenne de la culture et depuis 2003, sa Semaine sainte est déclarée comme fête d'intérêt touristique international.
À Salamanque se trouvent d'importants centres de recherche comme le centre de recherche contre le cancer, le centre de recherche et du développement technologique de l'eau.

## Géographie
Salamanque est située à environ 800 m d'altitude, sur la partie nord du plateau de la Meseta. Elle est traversée par le Tormes, affluent du Douro. Elle se situe à 220 km au nord-ouest de Madrid.

Représentations cartographiques de la ville
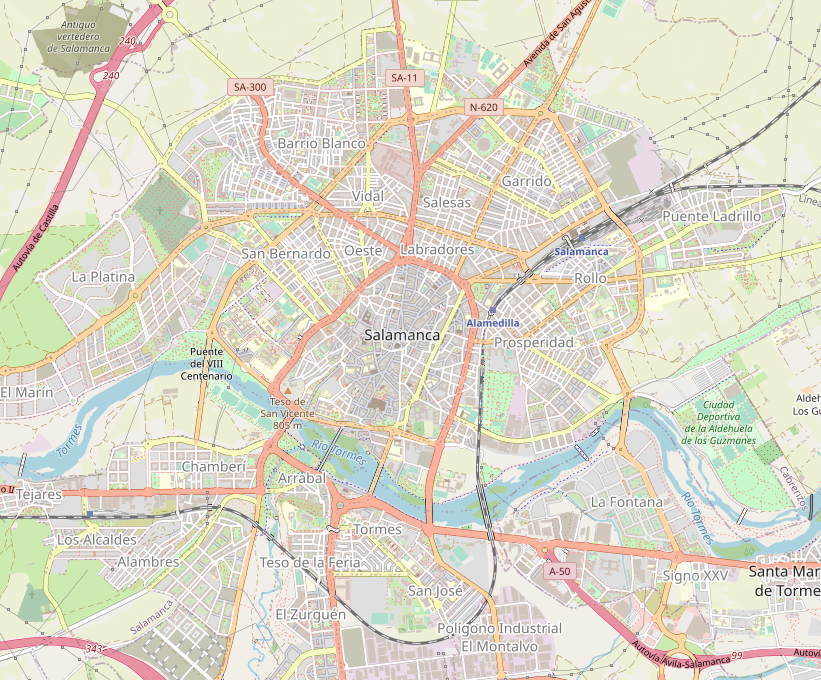
Carte OpenStreetMap.
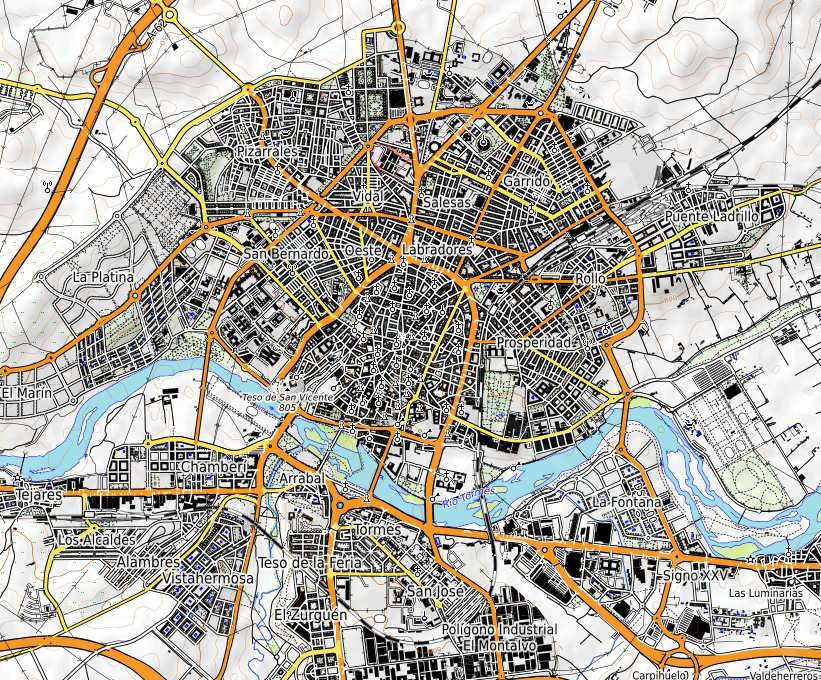
Carte topographique.

## Histoire

### Depuis les origines jusqu'au Moyen Âge

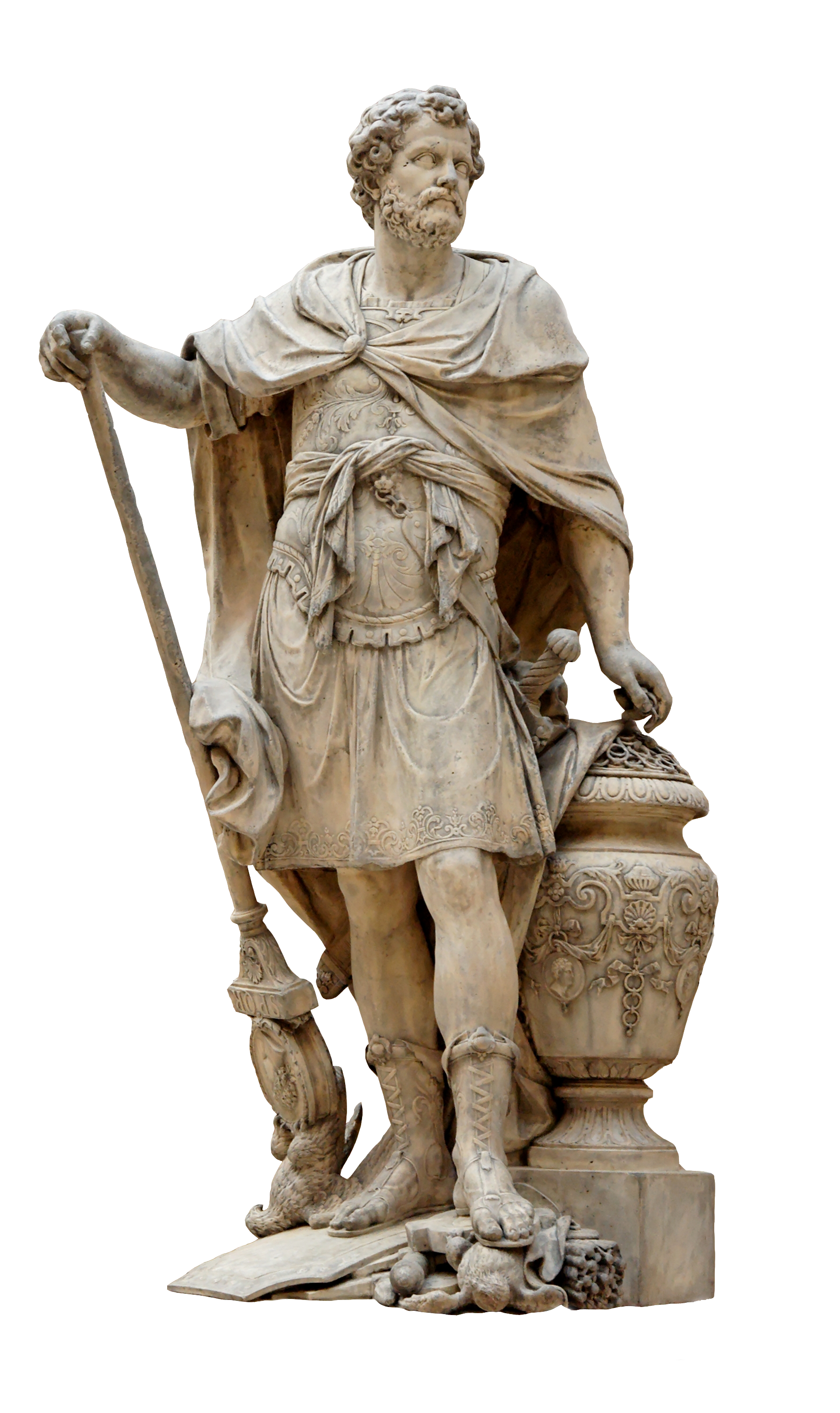
Hannibal.

Au IIIe siècle av. J.-C., Hannibal assiégea et prit la ville, qui s'appelait alors Helmantica. La ville devint une place commerciale importante de Carthage. Avant l'époque de la domination romaine, le bassin du Douro était occupé par les Vacéens (« Vaques » voire « Vetones » ). Ils étaient aussi présents dans les provinces actuelles d'Avila et de Tolède. Ce peuple édifia, pour défendre les frontières occidentales de son domaine, deux places fortes : une à Zamora Ocello Durii et l'autre à Salamanque Salmántica. C'est autour de celle-ci qu'une ville d'une certaine importance se développa, selon nombre d'historiens. Avec la victoire des Romains sur les Carthaginois, la ville se développa. Son importance comme centre d'échange et sa situation proche du gué naturel sur la rivière Tormes, collaborèrent au tracé de l'une des plus importantes voies romaines d'Hispanie : « La voie de l'Argent » (La Vía de la Plata). Celle-ci fut tracée au Ier siècle pour relier le sud de la péninsule ibérique avec le nord, unissant Mérida (alors, Emérita Augusta) avec Astorga (alors, Asturica Augusta). Pour cette voie, on construisit un important pont (El Puente Romano), probablement à l'époque de l'empereur romain Trajan. Sa structure était formée en moyen appareil, par des pierres de 23 cm de large sur 34 cm de haut. Aujourd'hui, de la construction primitive ne subsistent que les quinze arches les plus proches de la cité.
Après l'invasion musulmane, les incursions des monarques asturiens dans la région ne visaient pas l'implantation de foyers chrétiens mais le transfert de populations vers le nord du pays. Alphonse 1er de León reconquit la ville, détruisant ses forteresses et la laissant abandonnée. Ordoño Ier la reprit face à la nouvelle occupation sarrasine en 863.
Le roi Alphonse III la conquit de nouveau par la suite, puis l'abandonna devant la pression des troupes du Califat de Cordoue. Ramiro II fut le premier roi de la Reconquista qui planifia une implantation de la population dans le bassin du Tormes. Peu après sa victoire sur Abdérame III, à Simancas en 939, il établit des peuplements venant de León en de nombreux lieux dans le bassin du Tormes et à Salamanque. Cet effort de repeuplement fut éphémère car Almanzor rasa de nouveau la ville en 986, lors de sa campagne contre Zamora.

### Le repeuplement au bas Moyen Âge
Avec la conquête de Tolède par Alphonse VI, en mai 1085, d'autres villes voisines passèrent aux mains chrétiennes, abaissant ainsi la tension dans la région et déplaçant la frontière vers le sud. Ceci facilita un repeuplement efficace de la région comprise entre le Douro et la Cordillère Centrale. Durant le XIIIe siècle, aucun épisode historique notable ne se produit. Outre le repeuplement, la fondation de l'Université fut déterminante. En 1218, le roi Alphonse IX de León fonda « l'Étude Générale » de Salamanque. Le roi Alphonse X concède ensuite des privilèges aux professeurs et étudiants.

### XIVeetXVesiècles
Au milieu du XIVe siècle eut lieu une guerre civile entre les partisans du roi Pierre Ier de Castille et son frère Henri de Trastamare. Au XVe siècle, on assiste à des luttes entre Álvaro de Luna et les infantes d'Aragon ; Salamanque prit part à ces événements. Au début de la seconde moitié du XVe siècle eurent lieu des rébellions contre Henri IV de Castille. Mais les relations entre la ville et le roi restaient bonnes. Pour exemple, le roi octroie par lettre du 27 août 1467 le droit à Salamanque d'organiser des foires ; s'adressant aux habitants, il écrit : « Par les nombreux, bons, loyaux et remarquables services que vous m'avez faits et démontrés chaque jour... ».
En 1475, le roi Ferdinand V visita Salamanque afin d'obtenir son appui à sa femme Isabelle Ire de Castille, face à Jeanne La Beltraneja, pour la succession au trône de Castille (Guerre de 1475 à 1479). La chevalerie salmantine participa activement lors de la Bataille de Toro (1476), par laquelle se renforça le pouvoir des Rois Catholiques. Ceux-ci visitèrent à plusieurs reprises Salamanque, influant sur l'essor et le prestige de l'Université. Le prince Don Juan, fils des Rois Catholiques, fut seigneur et gouverneur de Salamanque où il mourut en 1497.

### XVIeauXVIIIesiècle

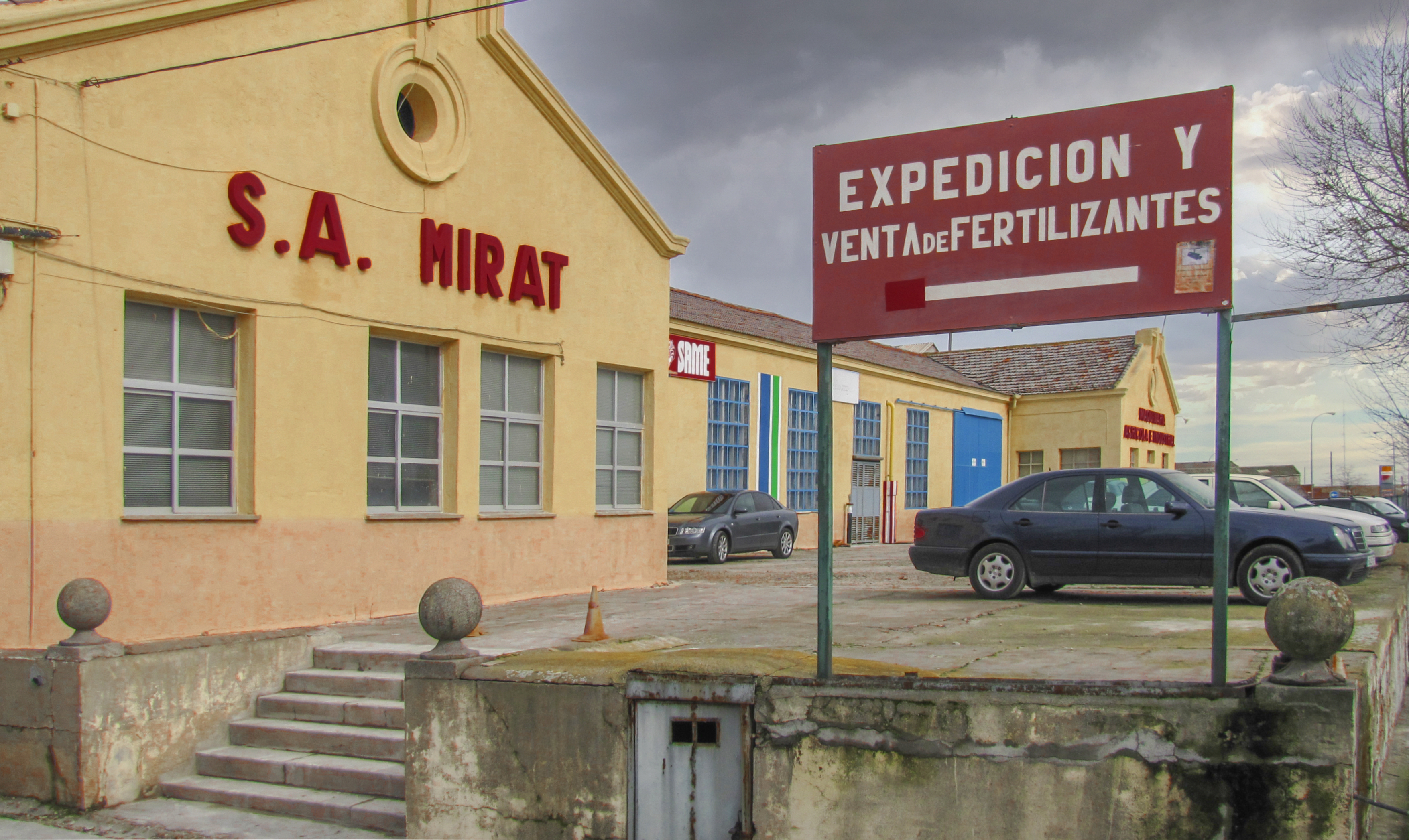
Fondée en 1812, Mirat est la plus ancienne entreprise industrielle de la ville.

Durant cette période certains faits sont notables et doivent être soulignés. En 1520 eut lieu la Guerre des Communautés de Castille. Les Comuneros salmantins furent commandés par Don Pedro Maldonado Pimentel, seigneur de Babilafuente et Don Francisco Maldonado Pimentel, seigneur de la ville du Maderal.
L'apogée de Salamanque se situe au XVIe siècle. La démographie atteint un niveau qui ne sera plus égalé jusqu'à la fin du XVIIIe siècle. En 1517, la population était de 20 000 habitants environ ; le prestige de l'Université était à son zénith. Il faut remarquer alors l'impulsion constructive des Rois Catholiques et du cardinal Cisneros, faisant construire plusieurs écoles et séminaires.
D'autres facteurs ont favorisé l'apogée de Salamanque au XVIe siècle :
- elle se change en cité de la Renaissance par son autonomie, due à l'ambiance universitaire, propice à l'échange et la diffusion des idées humanistes ;
- sa richesse, générée par le commerce de la laine ;
- le pouvoir de sa noblesse, grands propriétaires terriens (latifundio).

En 1610, Marguerite d'Autriche et le roi Philippe III visitent la ville. Ils seront les promoteurs de la construction de la Clerecia.

### Histoire contemporaine

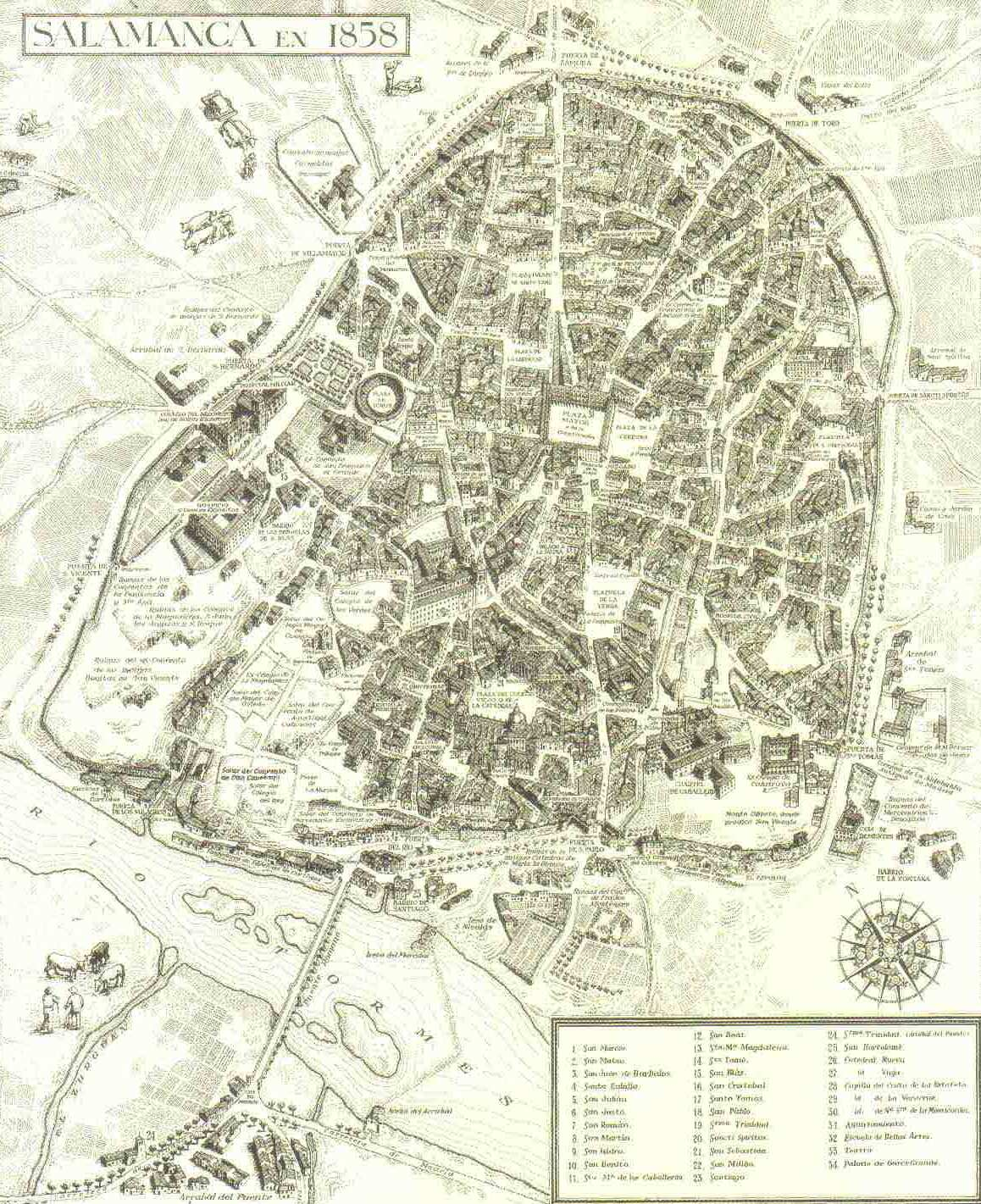
Salamanque en 1858.

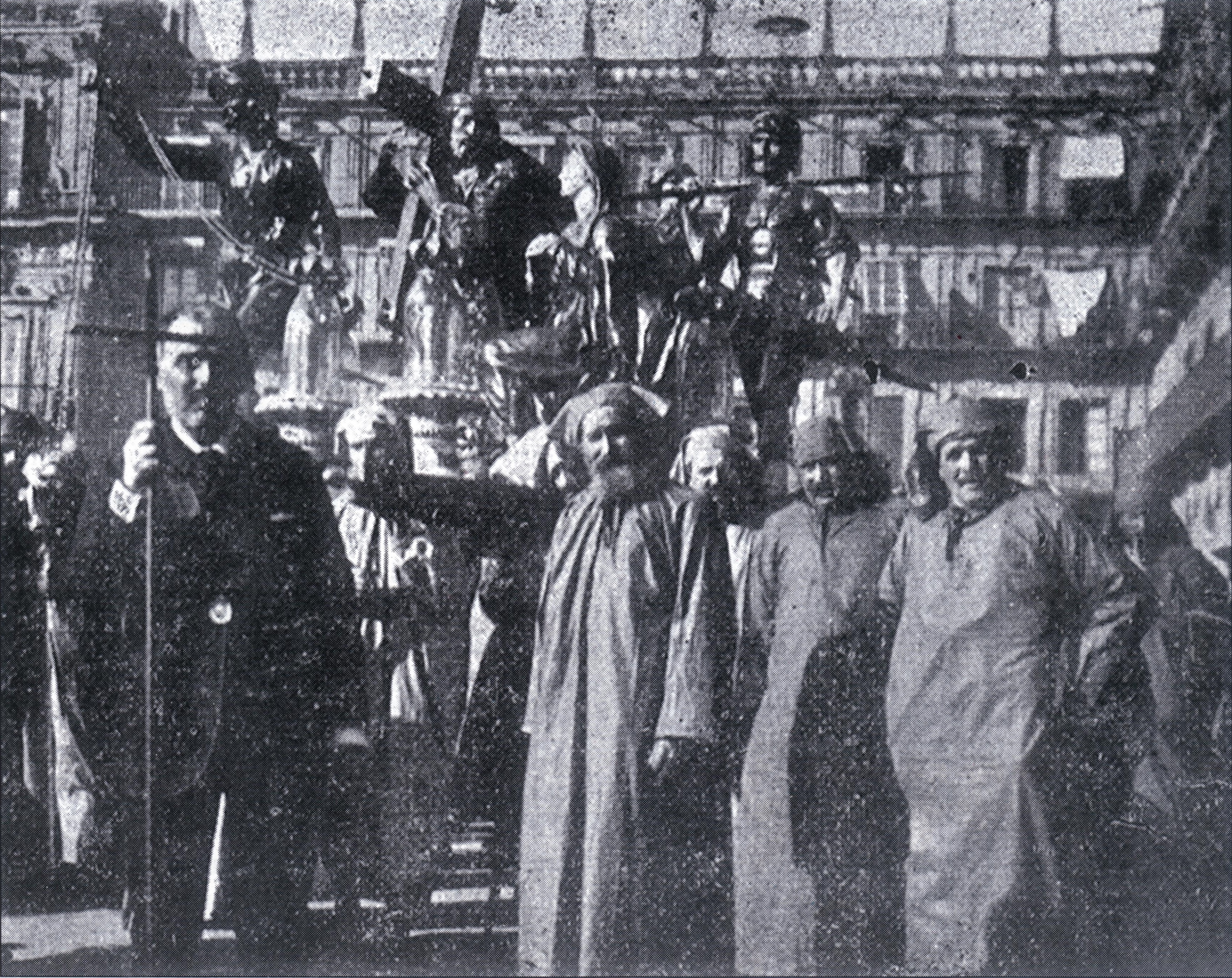
Procession de Nazaréens en ville.
Photo Venancio Gombau.

Pendant la guerre d'Indépendance, la ville de Salamanque a été occupée par les troupes du maréchal Soult en 1809 et est restée aux mains des Français jusqu'à la bataille des Arapiles (1812). Les armées alliées ont gagné sous le commandement de Wellington. Pendant l'occupation, les Français ont construit des défenses et, pour obtenir des matériaux, ils ont détruit une grande partie des bâtiments de Salamanque. À noter en particulier, la destruction du quartier Fallen (en ruine), où se trouvaient des collèges connus de l'Université, dont il ne subsiste aucune trace. Le pire moment est venu quand Fernando VII d'Espagne ferma les universités. Depuis leurs réouvertures, Salamanque a été réduite à une université de province.
En 1873, après la proclamation de la Première République, Salamanque a subi un soulèvement « cantonalista » qui a été écrasé en 1858.
Pendant le reste du XIXe siècle, la ville a connu une légère reprise et a été nommée capitale de la province. Le chemin de fer fut construit, reliant la France avec le Portugal et passant par le Plateau (Medina del Campo et de Salamanque, 1877).
Dans cette première période républicaine, se situe la première tentative sérieuse de régionalisation. Ce processus suit l'exemple américain et le territoire espagnol est divisé en États. Chacun ayant ses propres institutions et Salamanque adhère à la terre de la vieille Castille.
La révolte armée contre la Seconde République a triomphé de Salamanque dès le début. Pendant la Guerre civile espagnole, entre octobre 1936 et novembre 1937, le palais épiscopal fut la résidence et le centre du général Franco. La ville était également le centre d'organisations et le lieu de certains ministères.
Après la guerre, Salamanque dispose d'un centre documentaire de grandes archives de la guerre civile espagnole. En 1940, Pie XII établit l'Université pontificale de Salamanque comme continuation des anciennes études théologiques.
En 1988, Salamanque a été déclarée site du Patrimoine mondial par l'Unesco. En 1998, avec l'accord des ministres de la Culture de l'Union européenne, Salamanque a été désignée Capitale européenne de la culture pour 2002. Dans un futur proche, la ville espère également obtenir la nomination pour l'Exposition universelle.
La population de la ville de Salamanque stagne depuis environ trois décennies avec environ 160 000 habitants. Mais entre 1994 et 2006, elle a perdu 11000 habitants. Ceci est principalement dû au transfert d'une partie de sa population vers la région métropolitaine, phénomène commun à beaucoup de villes espagnoles. On trouve en outre un taux élevé de migration vers des endroits comme Madrid. Il est à noter que la province de Salamanque souffre d'un taux élevé de vieillissement de la population par comparaison à la moyenne nationale.
Le secteur des services (le tourisme culturel dynamique et de l'Université) est la principale source de revenus. Il est particulièrement notable pour les activités éducatives d'été dues à l'affluence d'étudiants venant étudier le castillan.

Blason de Salamanque.

## Héraldique
Dans le blason de la ville de Salamanque, apparaissent les éléments attribués au premier seigneur de Ayala, le pont romain et le taureau élevé dans les prairies de la province. Sur la tête du blason sont représentés deux lions.
L'administration de Salamanque a ajouté des boucliers sur le côté droit du blason.

## Politique et administration

### Liste des maires de Salamanque
- 1979-1987 : Jesús Málaga Guerrero, Parti socialiste ouvrier espagnol (PSOE).
- 1987-1991 : Fernando Fernández de Trocóniz, Alliance populaire (AP).
- 1991-1995 : Jesús Málaga Guerrero, PSOE.
- 1995-2011 : Julián Lanzarote Sastre, Parti populaire (PP).
- 2011-2018 : Alfonso Fernando Fernández Mañueco, PP.
- Depuis 2018 : Carlos Manuel García Carbayo, PP.

### Composition du Conseil de ville de Salamanque
La composition du conseil de ville de Salamanque depuis le retour de la démocratie est la suivante:
|         | 1979 | 1983 | 1987 | 1991 | 1995 | 1999 | 2003 | 2007 | 2011 | 2015 | 2019 |
| ------- | ---- | ---- | ---- | ---- | ---- | ---- | ---- | ---- | ---- | ---- | ---- |
| AP/PP   | 0    | 10   | 10   | 13   | 16   | 17   | 15   | 16   | 18   | 12   | 11   |
| PSOE    | 11   | 17   | 10   | 12   | 9    | 10   | 12   | 11   | 9    | 7    | 10   |
| Cs      | 0    | 0    | 0    | 0    | 0    | 0    | 0    | 0    | 0    | 4    | 4    |
| Podemos | 0    | 0    | 0    | 0    | 0    | 0    | 0    | 0    | 0    | 4    | 2    |
| PCE/IU  | 3    | 0    | 0    | 1    | 2    | 0    | 0    | 0    | 0    | 0    | 0    |
| CDS     | 0    | 0    | 7    | 1    | 0    | 0    | 0    | 0    | 0    | 0    | 0    |
| UCD     | 13   | 0    | 0    | 0    | 0    | 0    | 0    | 0    | 0    | 0    | 0    |
| Total   | 27   | 27   | 27   | 27   | 27   | 27   | 27   | 27   | 27   | 27   | 27   |

## Économie

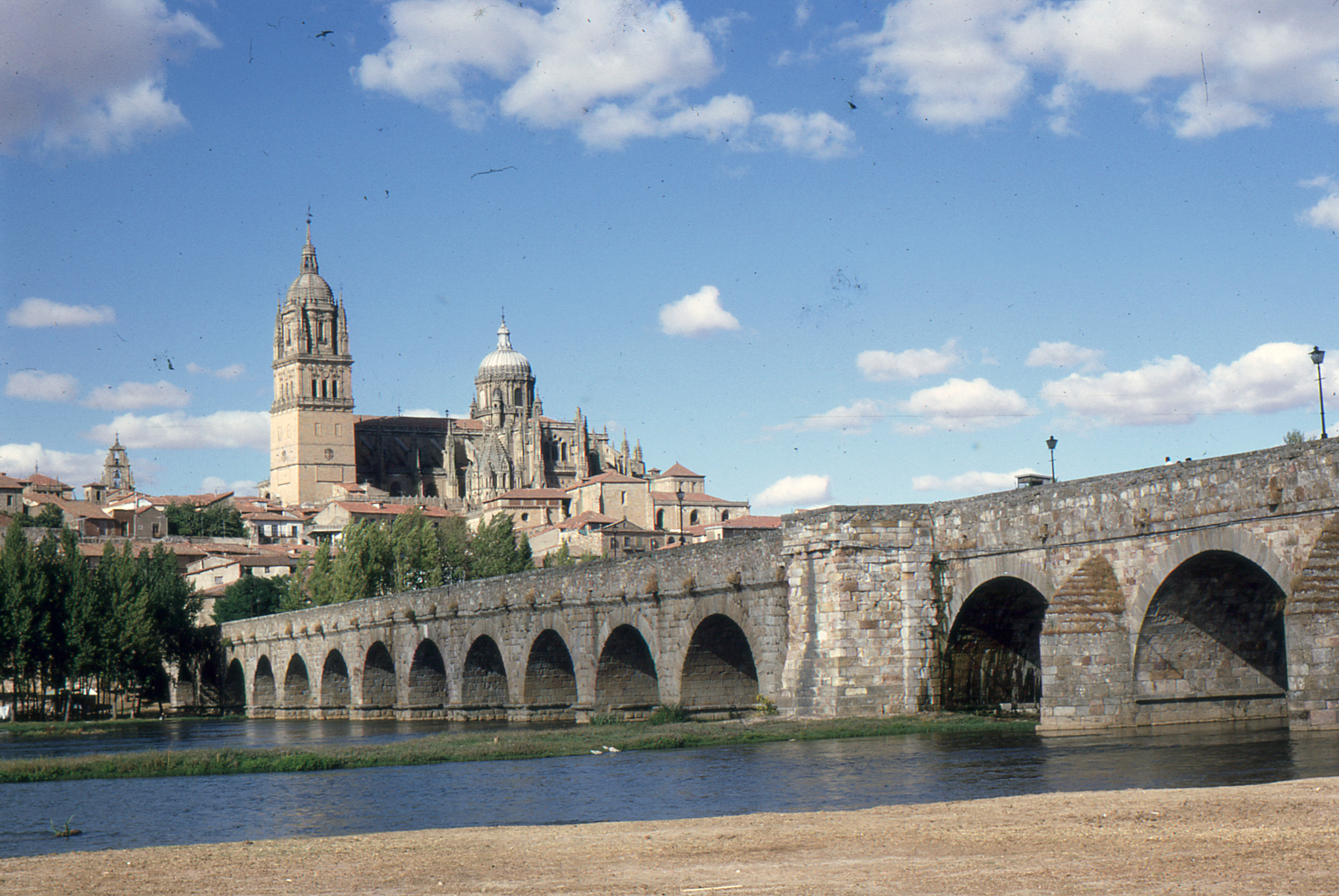
Pont romain.

L’économie de Salamanque est principalement liée à l’Université et au tourisme, bien que d’autres secteurs comme l’agriculture, l’élevage, l’industrie ou la construction aient également une certaine importance. D’après une étude de décembre 2007, 82,69 % de la population active travaille dans le secteur tertiaire (services), soit 55 838 personnes.

### Agriculture et élevage
L’agriculture emploie 839 travailleurs, 1,24 % de la population active de la ville, répartis sur 125 entreprises.

### Industrie
L’industrie occupe 5 % de la population active, soit 3 340 travailleurs répartis sur 360 entreprises. Deux d’entre elles se trouvent parmi les 100 plus grandes entreprises de Castilla en León quant au chiffre d’affaires : Laboratorios Intervet, fabricant de vaccins d’usage vétérinaire, et S.A. Mirat, spécialiste de la fabrication d’engrais et de fertilisants, fondée en 1812 comme fabrique d’amidon, qui est l’industrie la plus ancienne de la ville.

### Secteur services
Le secteur services est le plus dynamique de la ville, avec plus de 82 % des postes de travail et des entreprises de la ville. Cela se doit en partie par l’importance de l’Université de Salamanque, qui compte plus de 4 000 professeurs universitaires, l’Université Pontificale de Salamanque, et les plus de 40 000 étudiants universitaires qui se déplacent pour étudier dans la ville.

### Tourisme
Salamanque est la principale enclave touristique de Castille et León, étant la ville recevant le plus de visiteurs par an. On y trouve 32 hôtels, 66 hostales ou pensions, 250 restaurants, 77 cafétérias, et 1 202 cafés ou bars. De plus, Salamanque est considérée comme la grande référence mondiale de l’enseignement de l’espagnol, ce que l’on appelle le « tourisme linguistique », car elle concentre 78 % de l’offre existante en Castille et León, et 16 % de l’offre nationale. Viajes Halcón, l’un des principaux groupes touristiques du pays et l’une des plus grandes entreprises de la Région a son siège dans la ville.

### Construction
D’après les données de 2008, 7 505 travailleurs relèvent de ce secteur, et certaines des plus grandes entreprises de la Région ont leurs sièges à Salamanque, comme le groupe MRS et le groupe INSA.

## L'université de Salamanque

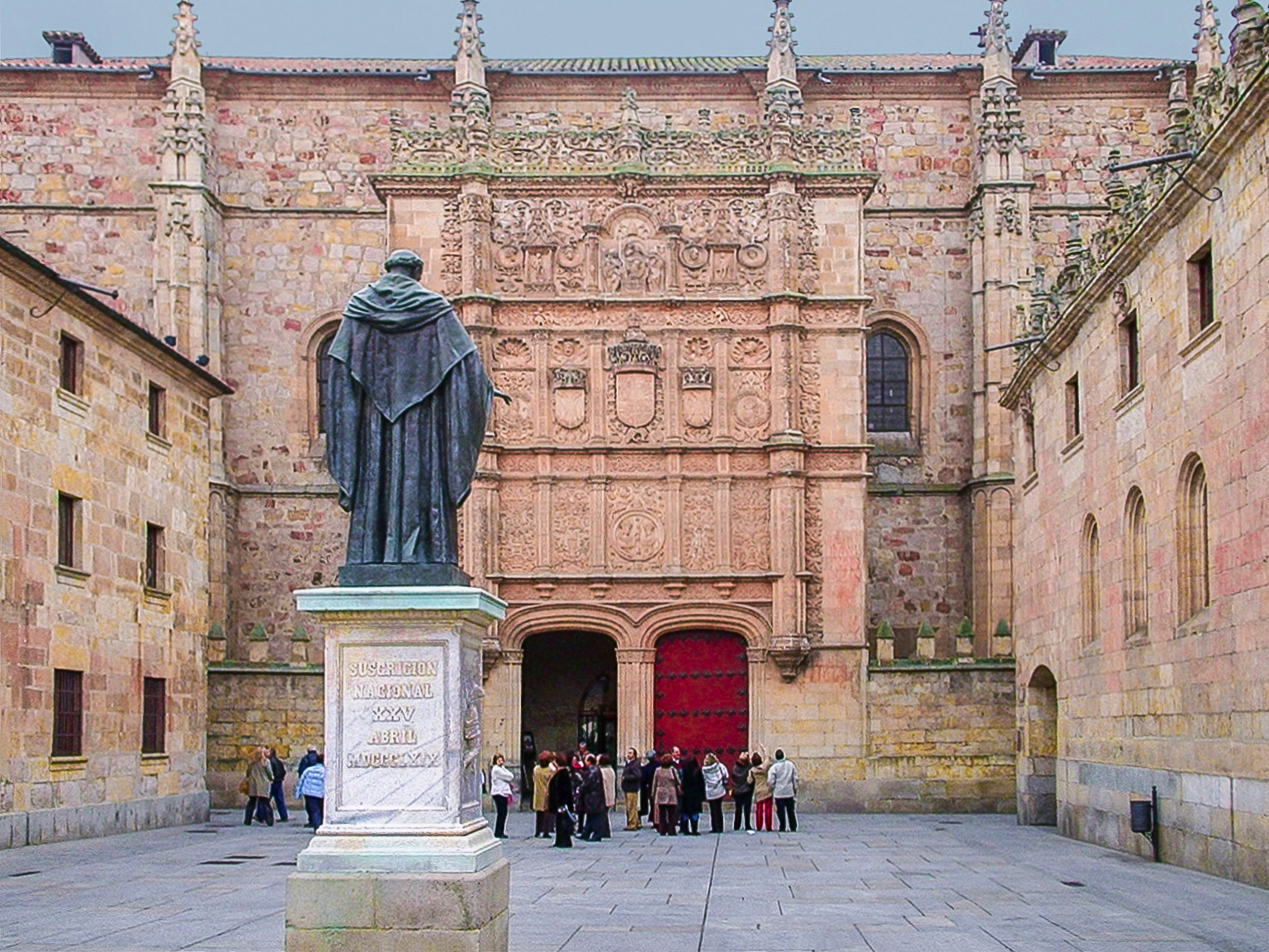
Université de Salamanque.

### Salamanque et son université dans l'histoire universelle
Salamanque est liée à l'histoire par une série d'événements et de personnalités qui sont venus marquer l'évolution de la société occidentale :
- La création de la première grammaire castillane en 1492 par Antonio de Nebrija. Ce fut la première étude sur les règles d'une langue d'Europe occidentale marquant le début de l'âge d'or espagnol.
- Antonio de Nebrija a également été la première personne dans le monde occidental réclamant le droit d'auteur.
- Les préparatifs de Christophe Colomb pour son premier voyage dans la découverte de l'Amérique. L'Université de Salamanque a été saisie en conseil pour discuter de son projet. Au cours de ces années, Colomb obtient l'appui des Dominicains. L'astronome Abraham Zacuto était son grand soutien scientifique pour le voyage.
- La première femme dans le monde universitaire : Beatriz Galindo, « La latina ».
- La première femme professeur d'université dans le monde, Lucie de Medrano durant l'année 1508-1509.
- Les années d'études d'Hernán Cortés avant de partir pour l'Amérique à la conquête de l'Empire aztèque.
- La défense des droits des peuples autochtones du Nouveau Monde et notamment grâce à Francisco de Vitoria qui a reformulé la notion de droit naturel et a jeté les bases du droit international moderne, du droit de l'économie internationale et a participé activement au concile de Trente.
- Dans ce concile, les mathématiciens de l'Université de Salamanque ont proposé au pape Grégoire XIII un calendrier qui est devenu le calendrier grégorien, aujourd'hui utilisé dans le monde entier.
- La première bibliothécaire de l'Histoire dotée de son propre salaire est apparue dans l'ancienne bibliothèque de l'Université de Salamanque.
- La traduction partielle de la Bible en espagnol, faite par Fray Luis de León.
- Le séjour de Miguel de Cervantes Saavedra, futur étudiant de l'université qui l'a influencé par ses livres : La Cueva de Salamanca, Don Quichotte de la Manche dans lequel il fait référence à Salamanque par le caractère du bachelier Samson Carrasco.
- Une légende raconte que celui qui parviendra à trouver la grenouille cachée sur la façade de l'université réussira ses études[5].

### Histoire de l'université
Salamanque dispose de deux universités, l'Université de Salamanque (publique) et l'Université pontificale, université privée de l'Église catholique. À elles deux, elles comptent plus de 32 000 étudiants inscrits[Quand ?], venant de toutes les régions et les étrangers représentent un nombre très important.
L'Université de Salamanque est la plus ancienne institution d'enseignement supérieur de l'Espagne chrétienne après l'étude générale de Palencia, qui n'existe plus aujourd'hui. L'université est l'une des plus anciennes universités d'Europe, avec l'université de Bologne, l'université de Paris et Oxford.
Alphonse IX de León accorda le degré d'études générales en 1218 dans les écoles de la cathédrale de Salamanque afin d'imiter son neveu Alphonse VIII de Castille, qui avait fait de même à Palencia en 1208. La date de 1218 est officiellement considérée comme la naissance des « Studii salmantini ». Après l'union définitive des deux royaumes sous la règle de Ferdinand III, l'importance des études à Salamanque fera disparaître Palencia. En 1254, Alphonse X le Sage a accordé le titre de l'Université de Salamanque, ratifiée par le pape en 1255, ce qui en fait le premier établissement d'enseignement européen à détenir ce titre.
Au début, les études se faisaient dans le cloître de la vieille cathédrale (Catedral Vieja) jusqu'à la première moitié du XIVe siècle, où l'on commença à fonder des écoles. Elle fut agrandie en 1411 par Pedro de la Luna (plus connu comme Benoît XIII (antipape).
Au milieu du XVIe siècle, l'université est en plein essor et devient célèbre dans le monde entier. En 1492, a été rédigée et publiée à Salamanque la première grammaire de la langue espagnole par Antonio de Nebrija. Les salles de classe ont vu la naissance d'un mouvement de pensée globale, l'École de Salamanque, au sein duquel se sont développés de nombreux concepts modernes de politique, de droit et d'économie.
Ainsi, l'université atteignit sa plus grande splendeur durant les XVe et XVIe siècles, avec 29 écoles, 70 chaires de professeurs et plus de 12 000 élèves. Les chaires se divisaient en :
| - Droit : 10 - Droit canon : 10 - Théologie : 7 - Médecine : 7 - Logique et philosophie : 11 | - Rhétorique et grammaire : 17 - Grec : 4 - Hébreu et chaldéen : 2 - Astronomie : 1 - Musique : 1 |  |

Durant cette époque, nombre de personnages illustres passèrent par l'université.
Un des plus importants de cette école, Francisco de Vitoria fut le premier à développer une théorie de l'Ius Gentium (« loi des nations »), qui peut sans aucun doute être qualifiée de moderne. Ses idées représentaient un pouvoir légitime souverain sur la société internationale, concluant que cette zone devrait également être régie par des règles équitables et respectueuses des droits de tous. Le bien commun du monde est supérieur à l'intérêt de chaque État. Cela signifiait que les relations entre les États devaient être justifiées par la loi et la justice. En quelque sorte, Francisco de Vitoria est devenu le créateur du droit international.
L'université de Salamanque est un bâtiment d'un travail architectural extraordinaire, sa façade est de style plateresque. Dans son portail apparaît un motif particulier : une tête de mort surmontée « la grenouille cachée » (signe laissé par le dernier restaurateur, en fait il s'agit d'un crapaud), voulant symboliser le péché de luxure puni après la mort.
Quant à la bibliothèque, elle contient 180 000 volumes, publiés depuis le XVIIIe siècle jusqu'à nos jours. Sont conservés dans la salle primitive, 40 000 volumes écrits entre le XVIe et le XVIIIe siècle, dans toutes les langues et matières. Dans une salle annexe sont rassemblés 3 600 manuscrits et 400 parchemins, écrits depuis le XIe siècle jusqu'au XVIe.
Après une époque de décadence, entre le XVIIe et le XVIIIe siècle, l'université a recouvré toute son importance.

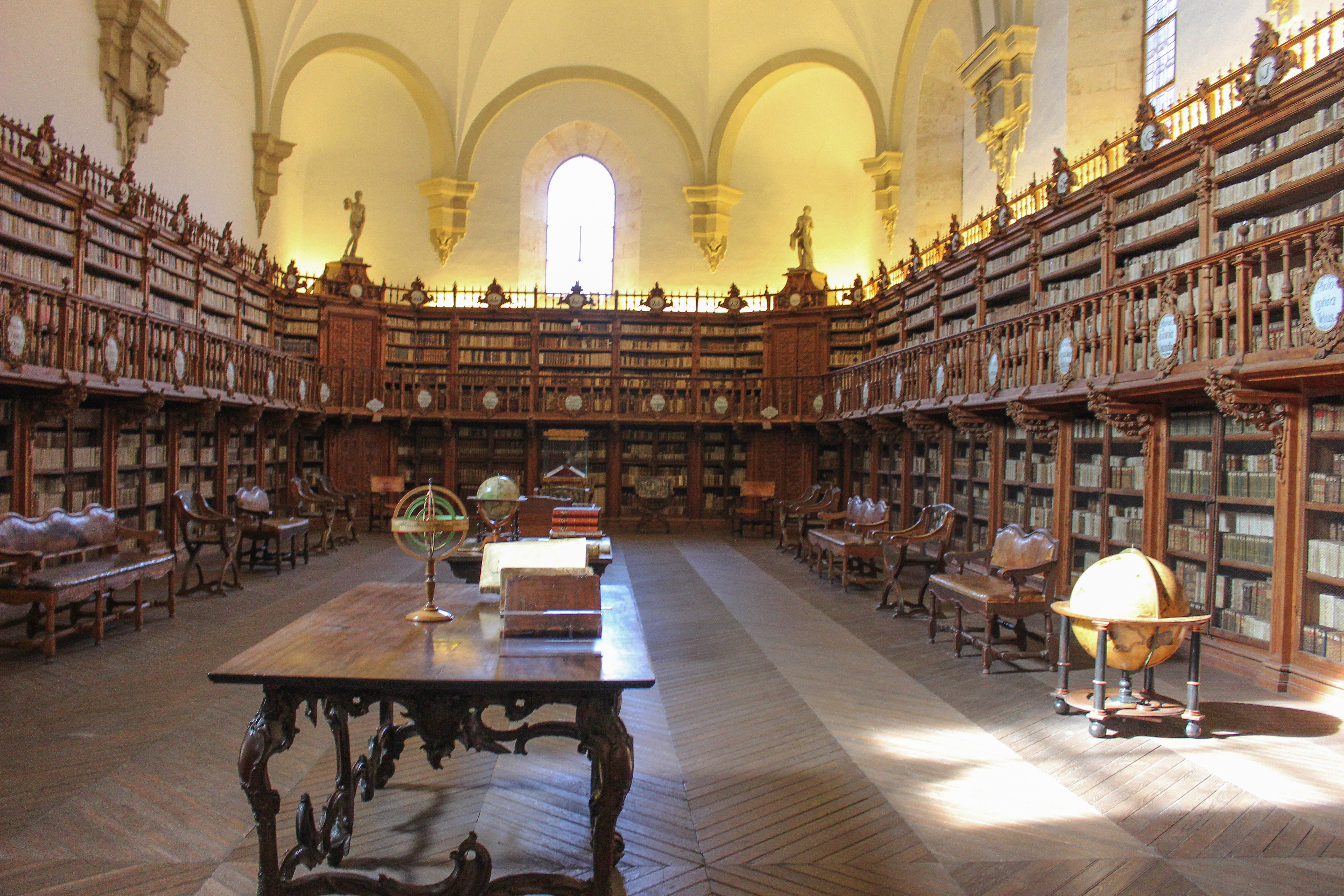
Ancienne bibliothèque.

### Les bâtiments universitaires
- L'Université : On retrouve un ensemble de bâtiments qui composaient l'ancienne Université de Salamanque dont les écoles majeures et l’hôpital d'étude. Ces bâtiments sont situés autour de la cour des écoles. Dans cette même place se trouve la maison du docteur Álvarez Abarca.
- Maison-musée Unamuno (XVIIIe siècle) : ancienne maison des recteurs de l'Université.
- Le collège majeur de Santiago el Zébédée, appelé aussi « de l'archevêque Fonseca » ou « irlandais » (XVIe siècle)
- Le collège de San Ambrosio (1719) : sont actuellement regroupées les archives générales de la guerre civile espagnole.
- Le collège trilingue : fondé en 1554 pour enseigner le latin, le grec et l'hébreu et conçu par Rodrigo Gil de Hontañón.
- Le Palais de Anaya fondé au XVe siècle par Don Diego de Anaya et qui a disparu dans le début du XIXe siècle. Aujourd'hui, l'édifice est la faculté de philologie. À côté du bâtiment se trouve l'église de San Sebastian, ancienne chapelle du collège et de l'auberge, Churriguera Joaquin.
- Le Collège Santa Cruz de Cañizares (XVIe siècle) : également le conservatoire de musique.
- Le Collège de San Pelayo: fondé au milieu du XVIe siècle et qui depuis 1990, abrite la Faculté de géographie et d'histoire.

## Patrimoine culturel et monuments

### Salamanque inscrite au patrimoine mondial de l'humanité
Depuis 1988, la Vieille Ville de Salamanque est inscrite sur la liste du patrimoine mondial de l'Unesco. Le périmètre classé, qui se calque sur le zonage du « Plano Especial de Protección y Reforma Interior » (l'équivalent du secteur sauvegardé français), couvre la grande majorité de la ville telle qu'elle existait jusqu'au milieu du XXe siècle.
Depuis cette distinction, Salamanque connaît un succès croissant, notamment sur le plan touristique et culturel.
Bien que l'inscription au patrimoine mondial soit légitimée par la conservation du tissu urbain, l'inventaire des monuments historiques et religieux est important et témoigne de l'influence culturelle et religieuse de la capitale Charro sur l'Espagne de la Renaissance.
En suivant l'itinéraire proposé par l'office de tourisme, on retrouve quelques joyaux architecturaux tels que : la Clerecia, la Torre del Clavero, la Casa de las Conchas (la « maison aux coquillages », où sous l'une d'elles, selon la légende, se trouve un trésor), les cathédrales (Catedral Nueva et Catedral Vieja), la Plaza Mayor.

### Les places et les espaces publics
- La Plaza Mayor (Salamanque) : de style baroque, elle est conçue par les architectes Alberto Churriguera et Nicolás. C'est l'espace public le plus important, et il représente le cœur de la ville[6].
- Champ de San Francisco : premier jardin public de la ville.
- Verger de Calixto et Mélibée : jardin près des cathédrales, où résiderait l'intrigue du roman La Celestina de Fernando de Rojas.
- Place du Corrillo : petit carré à côté de la Plaza Mayor. Sur la gauche se trouve l'église romane de San Martín et sur la droite, une série de maisons avec des colonnes de pierre réalisées en blocs représentant les jours de la semaine.

### Édifices religieux
- Hotte de la Vera Cruz : Temple baroque avec sa façade de la Renaissance. Il abrite de nombreuses œuvres d'art.
- Les cathédrales : Salamanque a deux cathédrales, l'ancienne cathédrale du XIIe siècle de style roman et la nouvelle cathédrale, beaucoup plus grande, qui s'est construite au XVIe siècle dans le style gothique et s'est achevée au XVIIIe siècle. L'endroit où les deux se rencontrent est connu comme le Patio Chico, également un des coins les plus charmants de la ville.

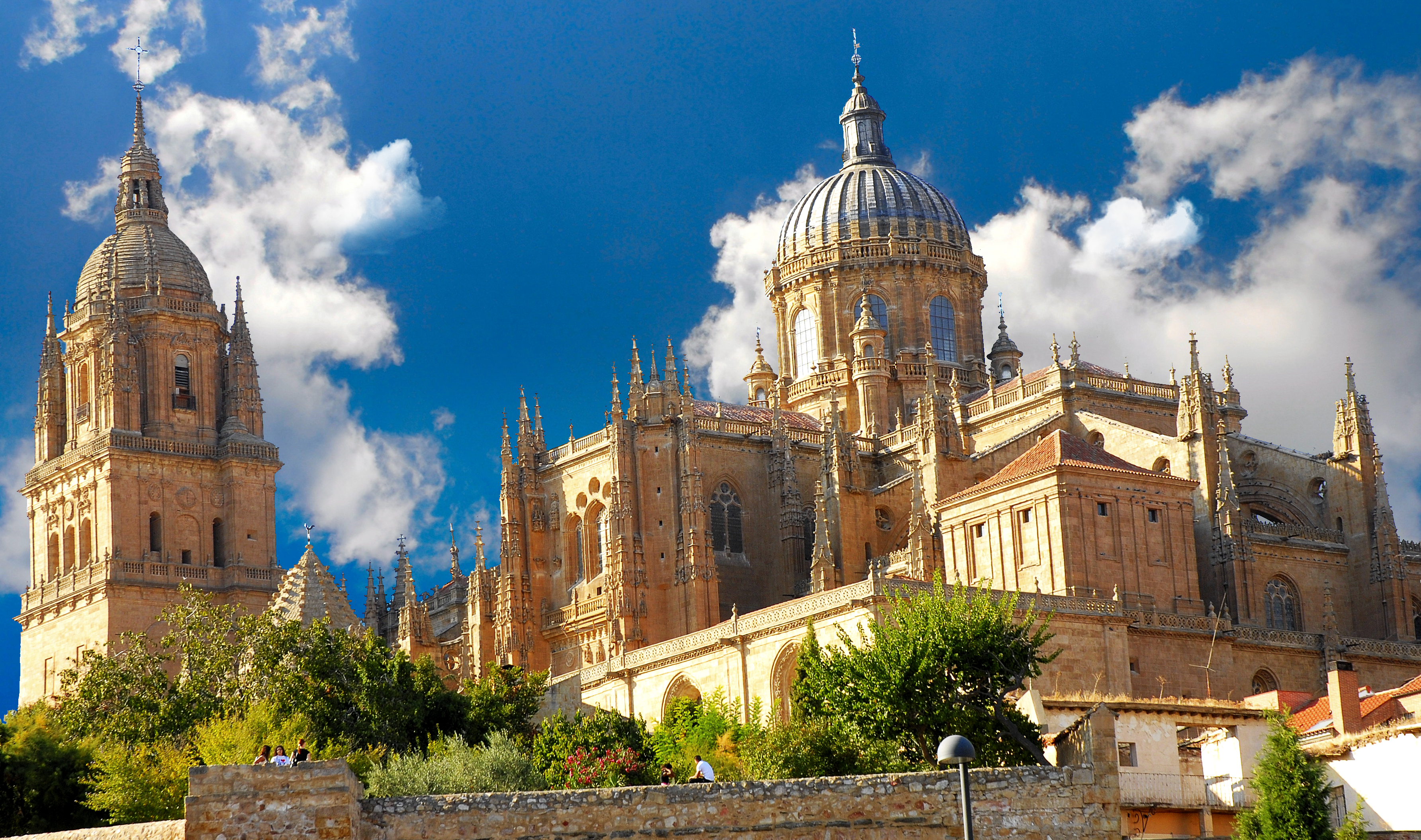
La nouvelle cathédrale.

- Le Clergé : abrite actuellement l'Université Pontificale. Elle diffère du collège avec un cloître, une façade impressionnante de trois corps, deux tours jumelles de 50 mètres de haut et d'un dôme énorme.
- Le collège de Calatrava: construit au XVIIIe siècle à l'initiative de l'Ordre de Calatrava et abrite actuellement la Maison de l'Église.
- Le Couvent des Augustins et l'église de l'Immaculée : l'église est une peinture de l'Immaculée peinte par José de Ribera. C'est la seule construction de l'espace totalement italienne qu'on trouve en Espagne.
- Le Couvent des maîtres (XVe siècle) : qui met en évidence le cloître Renaissance par son sol irrégulier.
- Le Couvent de San Antonio réel (1736) : du style baroque, ses restes ont été répartis entre le Théâtre Lyceum et une boutique qu'on peut visiter.
- Le Couvent de San Esteban : des pères dominicains (XVIe siècle) : avec sa façade plateresque en forme d'arc de triomphe, c'est un joyaux de la Renaissance à Salamanque.
- Le Couvent de l'Annonciation (appelé Ursulines) : fondé par l'archevêque Fonseca en 1512.
- Le Couvent de la Trinité : ancien palais de Montellano adapté à l'art.
- Le Monastère de Notre-Dame de la Victoire, de l'Ordre de Saint-Jérôme, achevé en 1513. Il fut presque détruit par les Français dans le début du XIXe siècle dans la guerre d'indépendance espagnole.
- La Chapelle de Notre-Dame de la Miséricorde (art. XVIe-XVIIe siècle) : petite église baroque qui a été construite en 1389 dans la Place de San Cristobal. Malheureusement, elle est actuellement très endommagé.
- Ancienne église de l'œuvre de Rodrigo Gil de Bernardas Hontañón. Prototype des temples Salmantins du XVIe siècle.
- L'église du Carmen de Abajo : Cette chapelle du Carmel Troisième est intégrée dans le couvent de San Andrés.
- L'église de San Benito : église gothique érigée sous le patronage de Alonso de Fonseca II et panthéon de la famille Maldonado.
- L'église de San Marcos : église romane à côté du chemin où coulait le mur au nord de la ville.
- L'église de San Martín : église romane avec des réformes gothiques, attachés à la Plaza Mayor.
- L'église de San Pablo : église baroque appartenant à l'ancien couvent des Trinitaires, très vénéré dans la ville.
- Église de Saint-Thomas Cantuariense : église romane fondée en l'honneur de saint Thomas, archevêque de Canterbury en 1175, cinq ans seulement après sa mort et deux après sa canonisation.
- L'église de Saint-Jean de Barbalos (es): une ancienne commanderie de l'ordre de Saint-Jean de Jérusalem.

### Palais et maisons somptueuses
- La Maison aux Coquillages (Casa de las Conchas): elle a été construite à la fin du XVe siècle. De style gothique, sa façade est décorée de 365 coquilles représentant les 365 jours de l'année et ne font pas référence, comme on pourrait le croire, à l'ordre de Saint-Jacques.
- La Maison de Don Diego Maldonado : elle abrite la Fondation culturelle hispano-brésilienne et le Centre d'études brésiliennes à l'Université de Salamanque.
- La Maison de Dona Maria la Brava : bâtiment gothique du XVe siècle. Son propriétaire, María de Monroy était à la tête de l'un des deux parties qui divisaient la ville au XVe siècle.
- La Maison Lis (Casa Lis) : palais moderniste de 1905 avec une façade en fer et abritant des collections de l'Art Nouveau par Manuel Ramos Andrade (Museo de Art Nouveau y Art Déco).
- La Maison de la Mort : construite par Juan de Álava et nommée ainsi à cause des crânes qui ornent la façade.
- La Maison de Sainte Thérèse : La sainte a séjourné ici quand elle a visité Salamanque en 1570 pour fonder un couvent et a écrit le poème "vivre ici sans vivre en moi".
- Le Palais de Monterrey : il a été construit au XVIe siècle, de style plateresque. Il appartient à la Maison d'Alba et met en valeur ses tours et ses cheminées.

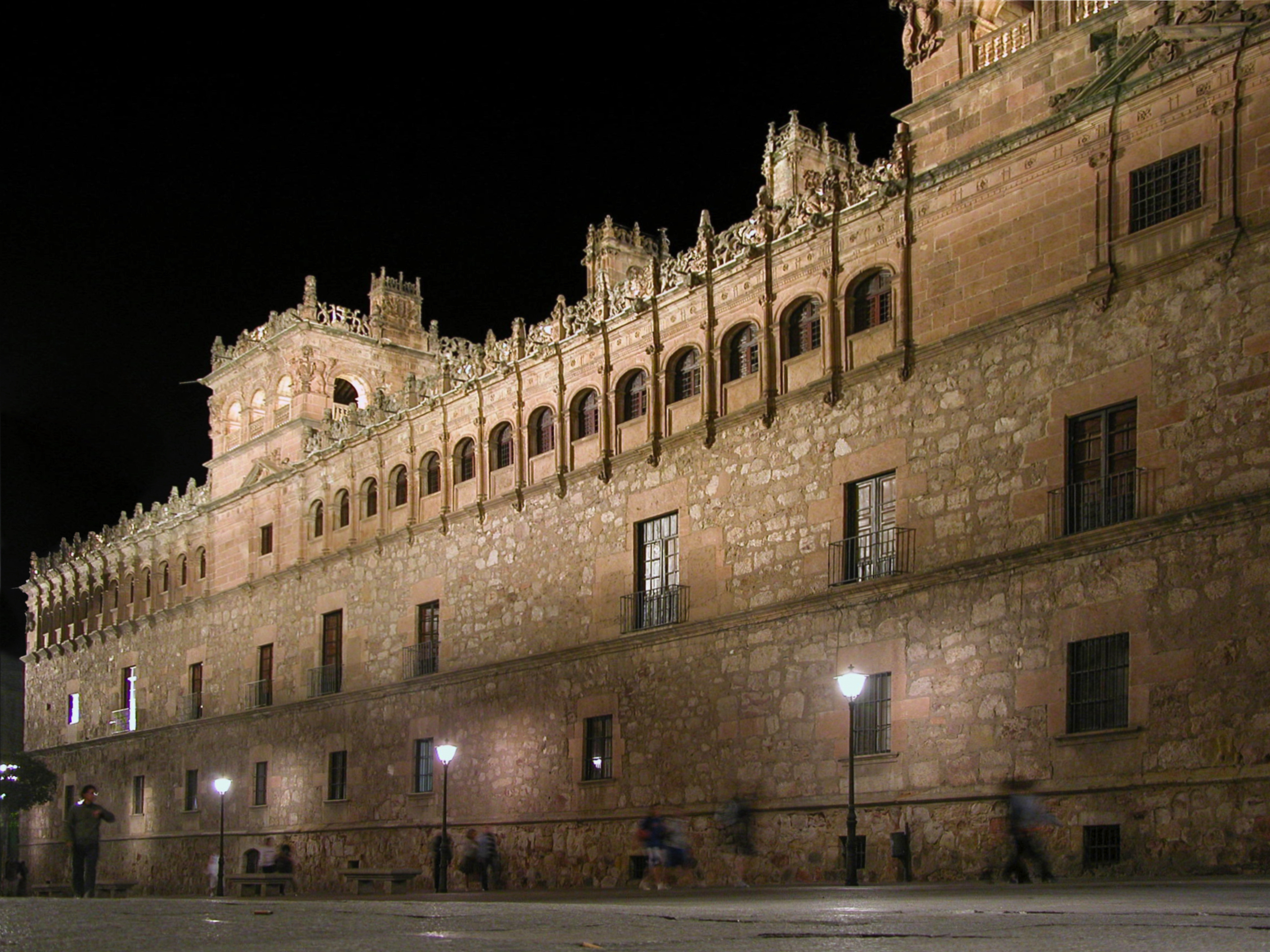
Le palais de Monterrey Salamanque

- Le palais de Orellana (XVIe siècle) : bâtiment à l'architecture classique avec des influences maniéristes.
- Le palais de la Salina (1546) : daté de la Renaissance avec le travail de Rodrigo Gil de Hontañón. Depuis 1884, il est le siège du gouvernement provincial.
- Le palais de San Boal : sa façade est décorée avec des graffitis. Il était le centre de l'école de commerce. Depuis 1999, il abrite le centre culturel hispano-japonais de l'Université de Salamanque. Au même endroit se trouve l'église de San Boal (XVIIe siècle).
- La Tour des Anaya (art. XVe siècle) : ancien hôtel particulier de style gothique civil. Pendant des années il a été le siège de l'Institut d'Amérique latine et portugaise à l'Université de Salamanque, également connu sous le nom de Palais d'Abrantès.

### Les musées
- Musée de l'Art Nouveau et Art Déco. Casa Lis
- Musée historique de la Ville
- Musée de l'échange de Salamanque (Museo del Comercio y la Industria)
- La maison du musée Unamuno
- Musée de l'histoire de l'automobile de Salamanque
- Musée de la Cathédrale
- Musée du couvent de San Esteban
- Bibliothèque de l'Université
- Musée de la Tauromachie
- Musée du couvent de Santa Clara
- Musée Thérésien
- Maison musée de Zacarías González, peintre

### Autres
- L'Alcázar de Salamanque
- La Cave de Salamanque, située sur le versant Carvajal, stipulant que le diable a enseigné la magie noire.
- Le Marché alimentaire (1899-1909). Situé dans l'ancienne Plaza de la Verdura.
- Les Murs médiévaux.
- Le Pont romain dont quinze de ses arches sont romaines du Ier siècle.
- Les arènes de Salamanque.

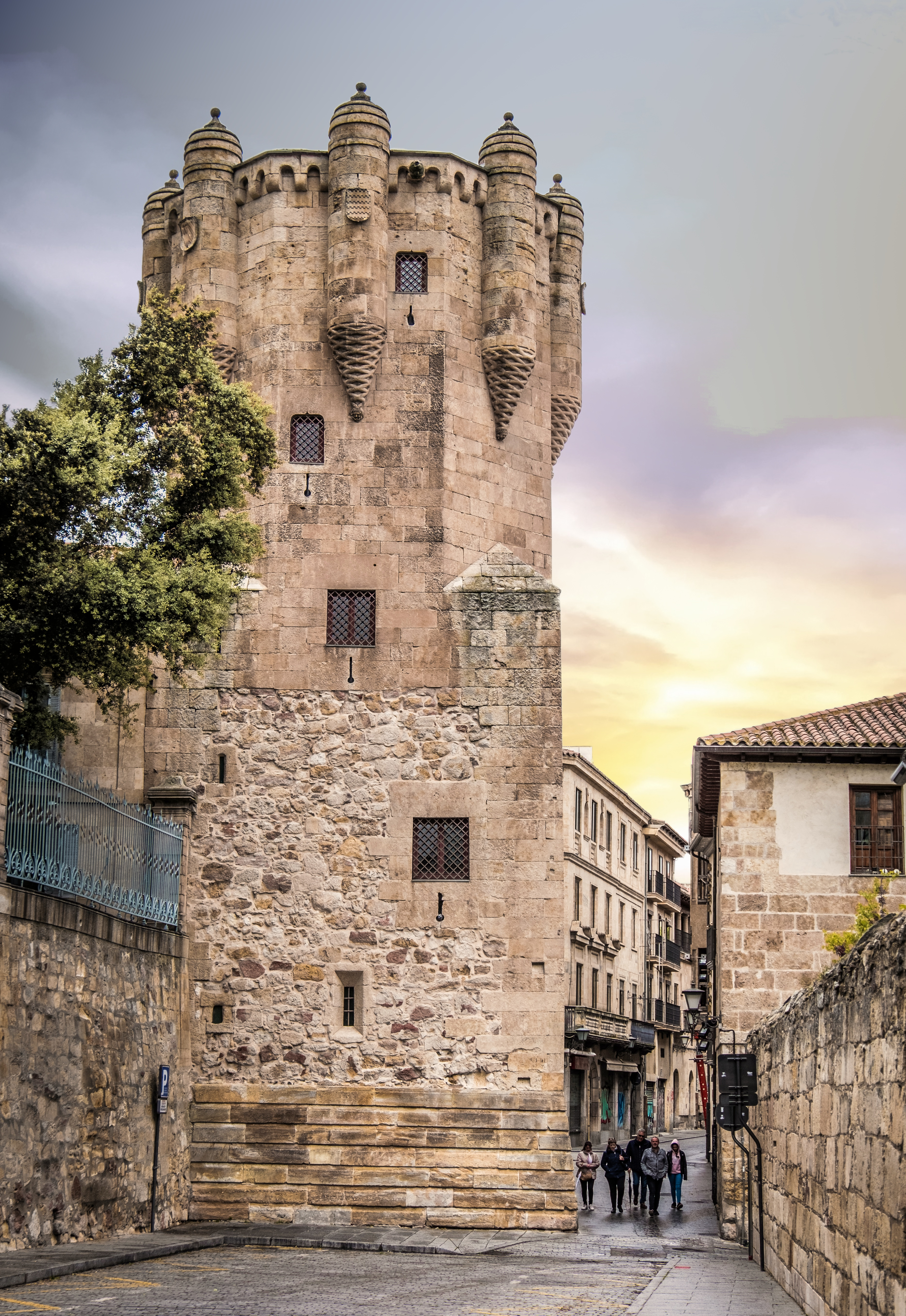
Tour du Clavero.
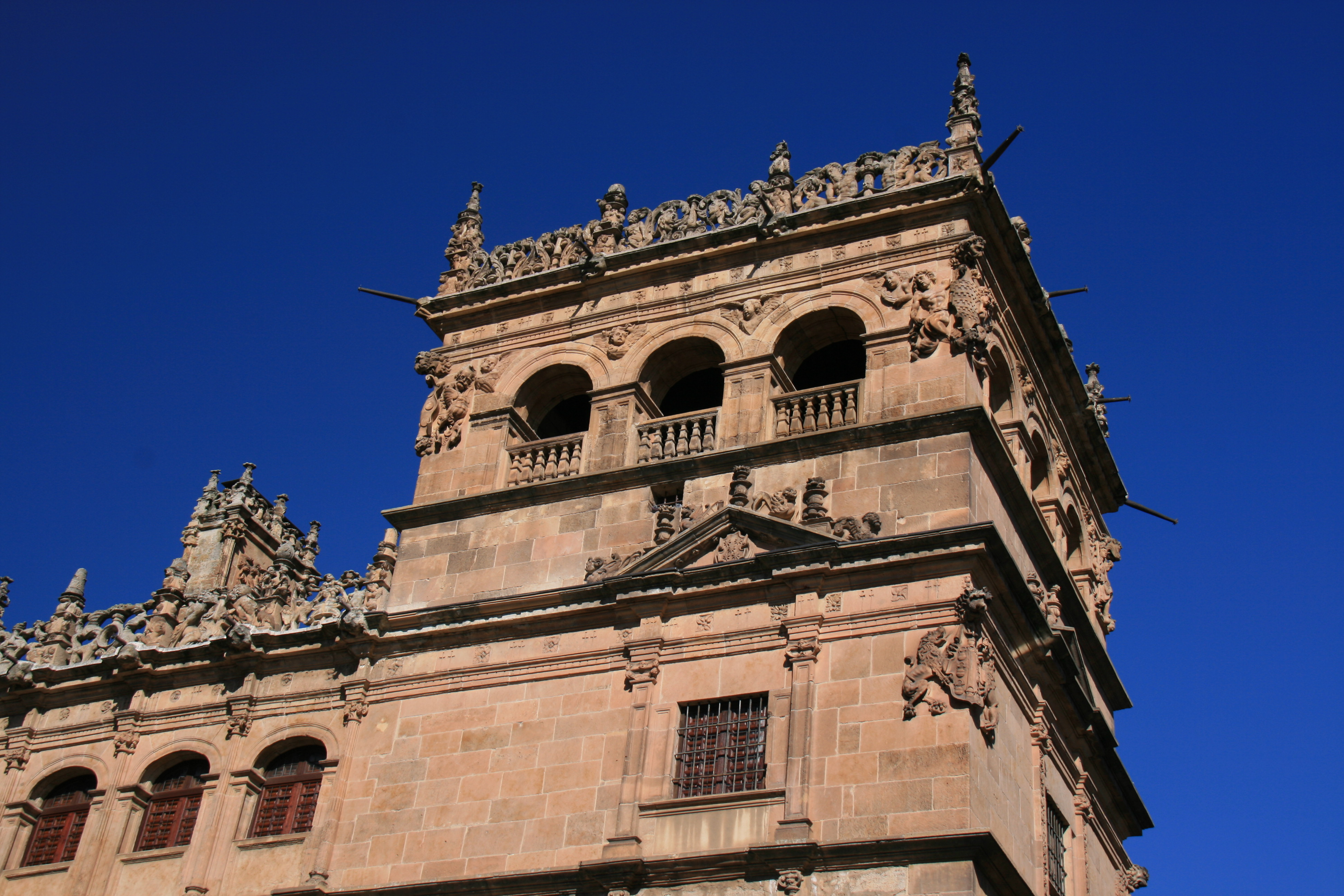
Palais de Monterrey.
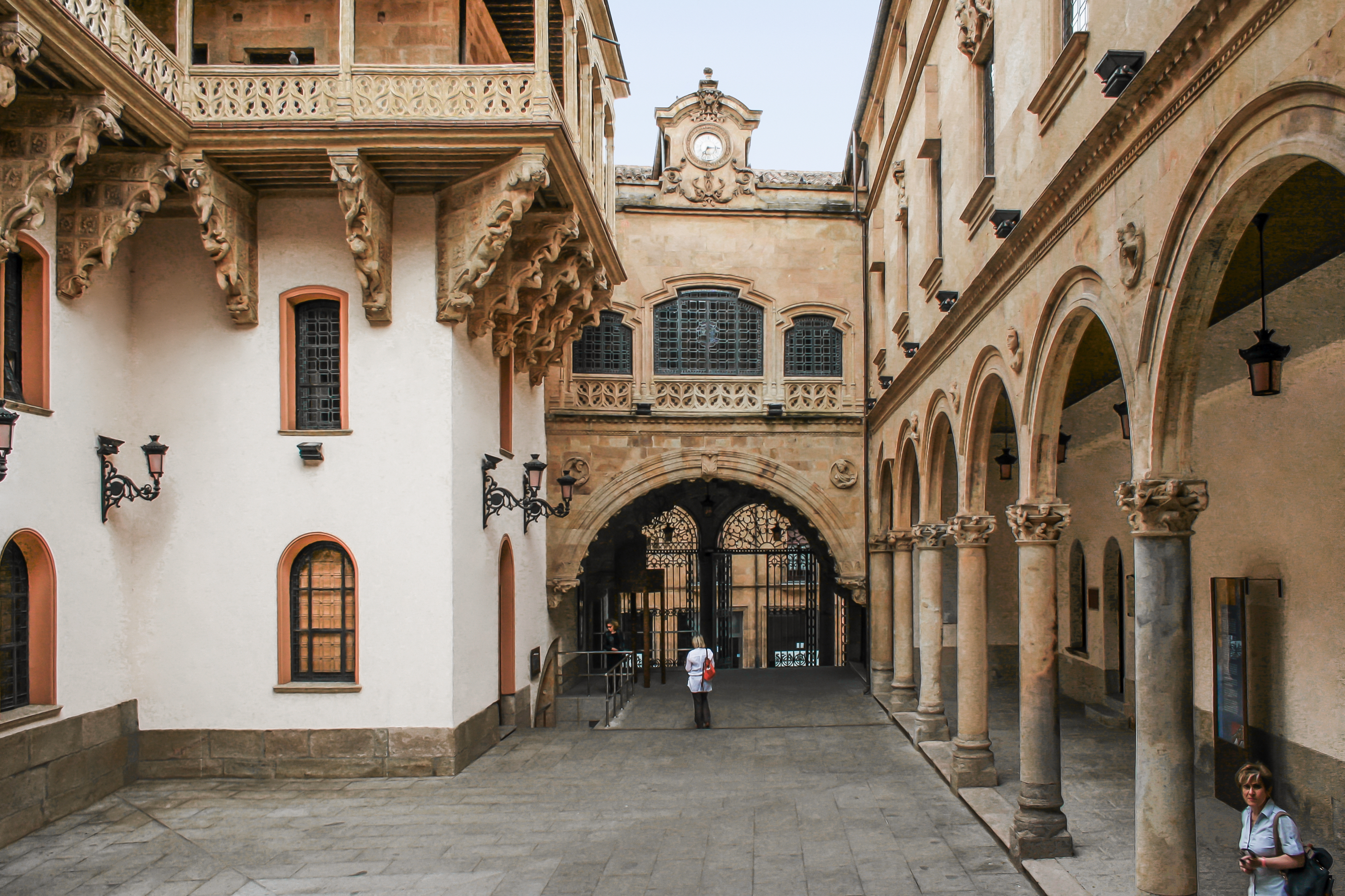
Palais de la Salina.
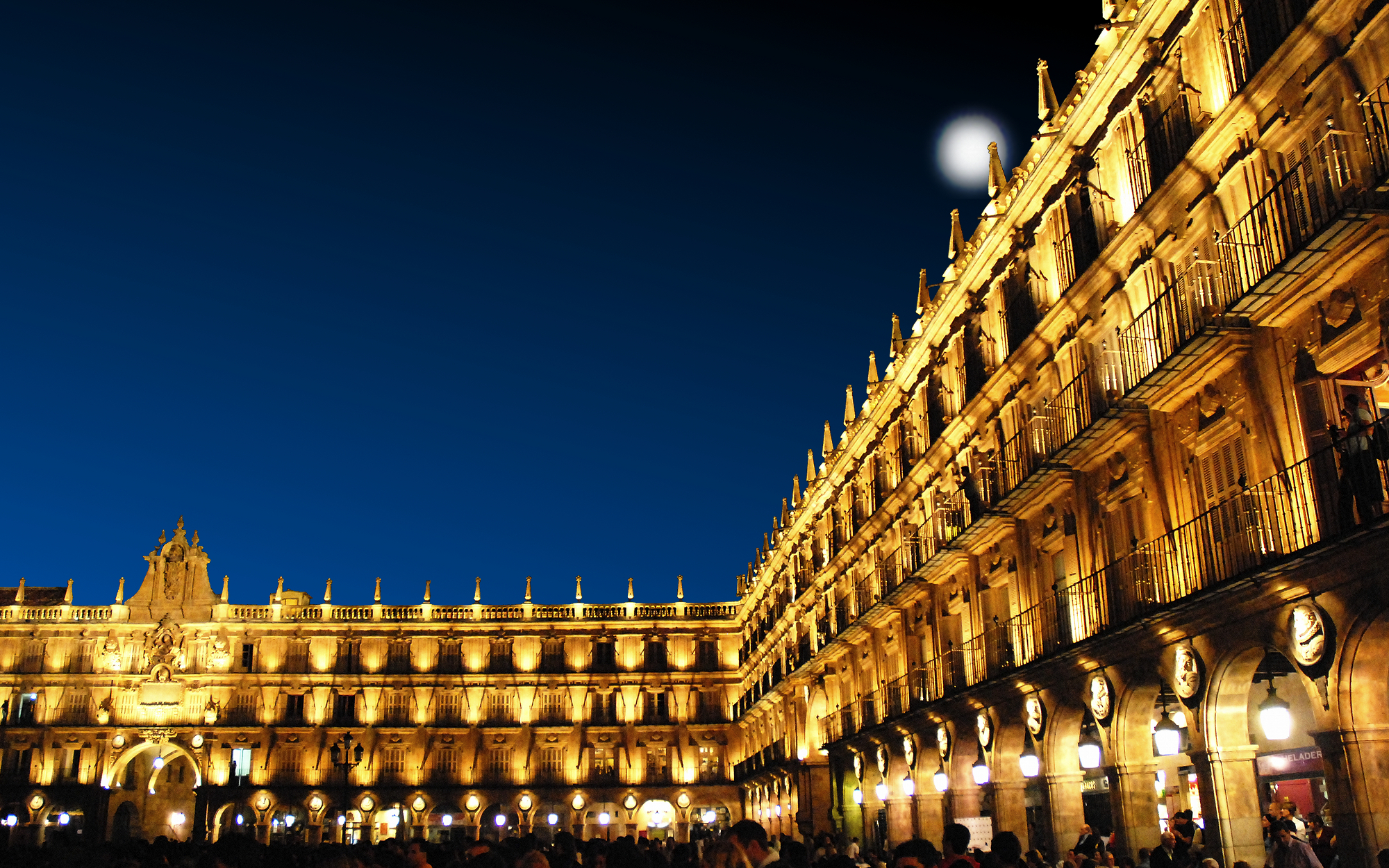
La Plaza Mayor de Salamanque, au soir.
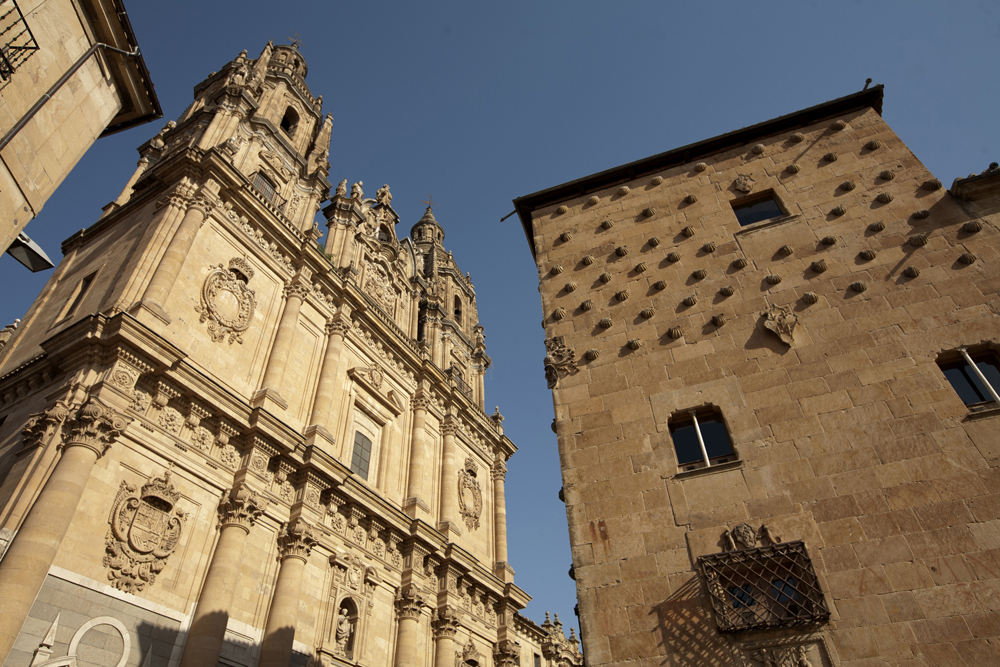
Le Clergé et Casa de las Conchas.
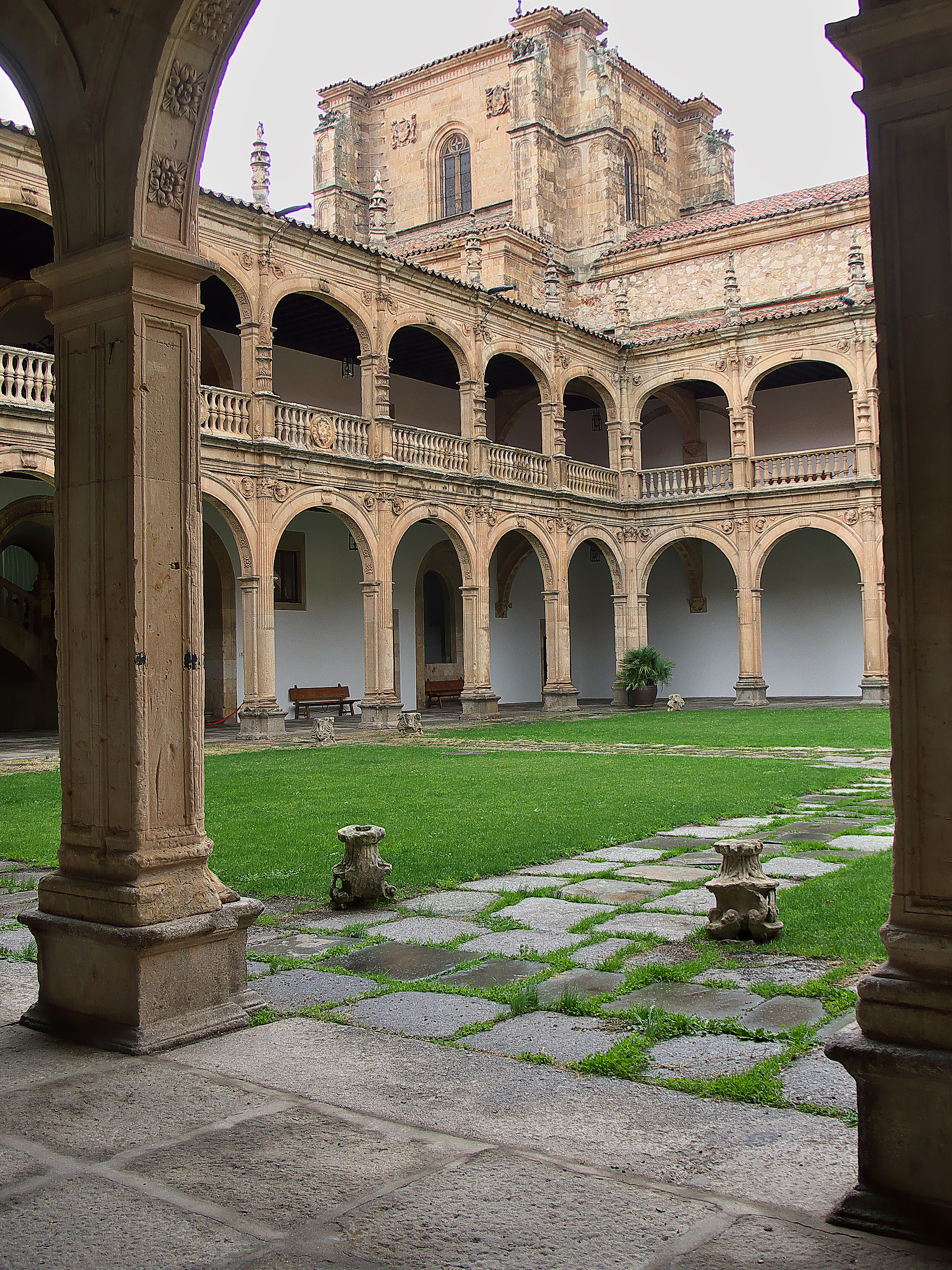
Le collège de Fonseca.

## Culture

### Folklore et coutumes
La ville de Salamanque entremêle tradition et histoire grâce à ses étudiants. Elle attire une foule de curieux qui viennent autant en famille, en jeune couple ou même en solitaire...
Le costume traditionnel de Salamanque est celui dit du Campo Charro.
De plus, la vie nocturne de Salamanque s'inscrit certainement dans l'une des plus riches et des plus diversifiées de toute l'Espagne. Son bouillonnement intellectuel de la journée (par exemple au Café Novelty) se métamorphose en un désir de fête et d'amusement général. Le site le plus connu porte le nom d'un chevalier de la Table ronde.
L'un des lieux connus de la ville est la grotte de Salamanque, qui passait à la fin du Moyen Âge et au début de la Renaissance pour être un lieu d'enseignements ésotériques donnés par le Diable.

### Gastronomie

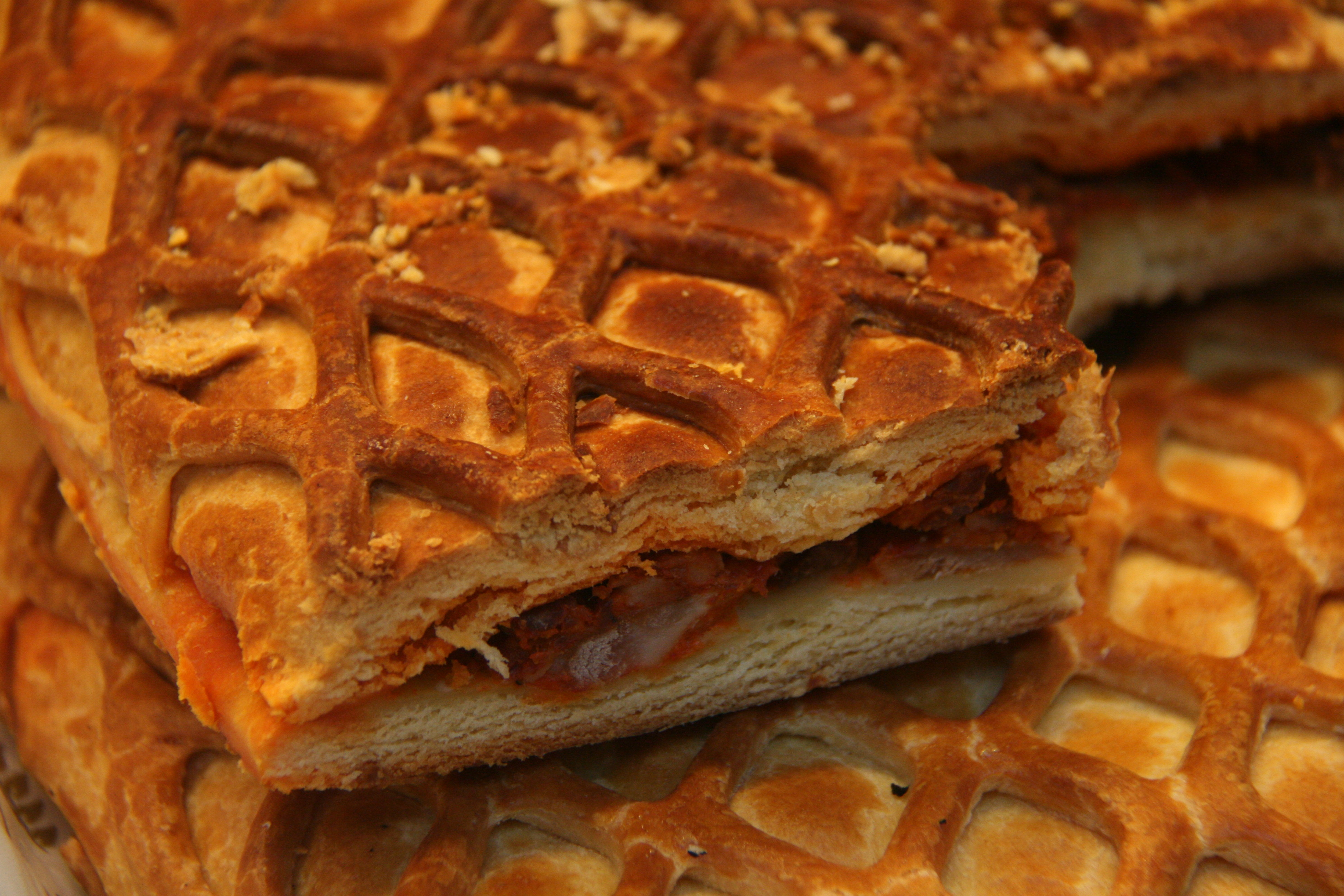
Hornazo typique.

La gastronomie de Salamanque est très typée sur le jambon ibérique et le Hornazo, qui est une sorte d'empanada remplie de viandes, de chorizos, de jambons, de thons ou d'œufs dur.
On retrouve aussi les chichas à base de viande de porc, la chanfaina, qui est un ragoût de riz avec du sang et des pattes d'agneau et le cocido madrilène qui est une espece de pot au feu espagnol

### Fêtes locales
- Le lundi suivant la Semaine Sainte: Lunes de Agua. La tradition veut que les Salmantins se réunissent autour de la rivière Tormes mangeant le plat typique : le Hornazo.
- 12 juin, San Juan de Sahagún.
- 8 septembre, Virgen de la Vega.
- 1-15 juin, Festival Internacional de las Artes de Castilla y León.
- première semaine d'avril: processions de la Semaine Sainte.
- 17 décembre, Nochevieja Universitaria.
- 6 janvier, Fête des rois mages, Cabalgata de los Reyes.

### Salamanque dans les arts et la culture
Salamanque a été le cadre du tournage de nombreux films. Elle a servi de cadre principal au film américain Angles d'attaque (Vantage Point) sorti en 2008. Cependant, le tournage du film étant prévu au Mexique, la place fut reconstituée à Mexico.

## Sport

### Arrivées duTour d'Espagne
- 1998 :  Fabrizio Guidi
- 1999, deux arrivées dans le même tour :  Abraham Olano (CLM) et  Marcel Wüst
- 2000 :  Davide Bramati
- 2001 :  David Millar (CLM)
- 2002 :  Angelo Furlan

### Stade Helmantico

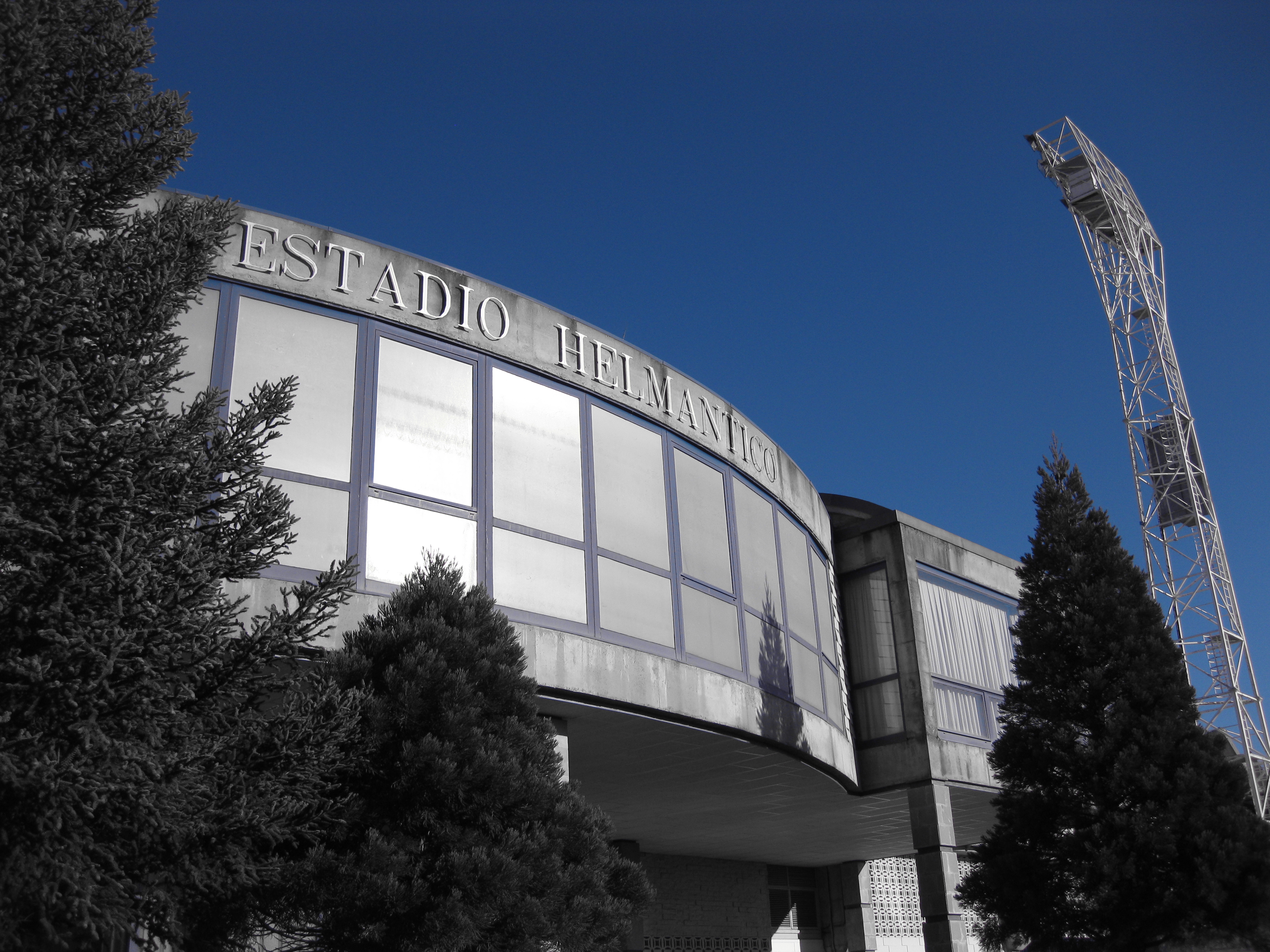
Helmantico.

Le Helmántico est un stade situé à Villares de la Reina en périphérie de la ville. C'est le stade principal du club de football de Salamanque : l'Unión Deportiva Salamanque. Conçu par les architectes Antonio García et Fernando Población. Il est inauguré le 8 avril 1970. Il a une capacité de 17 341 spectateurs.
- Sports City Stadium et ses annexes ont été construits à la suite de la croissance de l'Union Deportiva Salamanca. C'est Don Augusto Pimenta de Almeida, président du club, d'origine portugaise, qui a commandé la construction de nouvelles installations. Les architectes ont été Antonio Garcia et Fernando Lozano Town Castle. Le câbleur a été Vicente del Rio.
- En 1966, le terrain de l'ancien stade, le Campo del Calvario, est repéré pour la construction, et le 21 octobre, la compagnie Burgos Merino Prieto s'intéresse au terrain. Ses 3 000 mètres carrés sont vendus pour 1 400 pesetas (8,41 €) le mètre carré. La transaction s'élève à 4 200 000 pesetas (environ 25 242,5 €).
- Le 28 décembre 1968, face aux difficultés pour obtenir des terres de la Basse Chambre, le conseil reçoit l'autorisation d'acheter le terrain Prado Bakers : quelque 50 000 mètres carrés dans l'arrondissement de Villares de la Reina. De la même manière, le 30 décembre, une option d'achat pour 110 000 m² à côté de l'ancien propriétaire est négociée.
- Le 26 février 1969, l'assemblée spéciale ratifie l'option d'achat sur le terrain.
- En mai 1969, les actes d'achat de ces terres sont signés. L'UDS est propriétaire de 160 000 mètres carrés pour un coût total de 6 652 799 pesetas (39 984,12 € environ). Durant ce mois, les contacts s'intensifient avec les architectes Fernando García del Castillo et Antonio Lozano, pour accélérer le projet.

## Jumelages
- Coimbra (Portugal) depuis 1979
- Nîmes (France) depuis 1979
- Salamanca (Mexique)
- Buenos Aires (Argentine)
- Las Palmas de Gran Canaria (Espagne)
- Wurtzbourg (Allemagne)
- Bruges (Belgique)
- Cambridge (Angleterre)
- Gijón (Espagne)

## Personnalités célèbres de Salamanque
- Alphonse XI de Castille (° 1311 - † 1350), roi de Castille et de León du XIVe siècle.
- Abraham Zacuto (° 1450 - † vers 1510), né à Salamanque, astronome, astrologue, mathématicien et historien qui servit comme astronome royal au XVe siècle pour le roi Jean II de Portugal.
- Francisco de Montejo (° vers 1479 - † vers 1548), conquistador espagnol.
- Francisco Vásquez de Coronado (° 1510 - † 1554), conquistador espagnol qui a voyagé à travers le Nouveau-Mexique et le sud-ouest des actuels États-Unis entre 1540 et 1542.
- Diego Pisador (1509  ou 1510-1557), compositeur et vihueliste, né à Salamanque, auteur d'un Libro de música de vihuela (1552) dédié à Philippe II, et divisé en sept livres.
- Fray Luis de León (° 1527 - † 1591), poète et écrivain humaniste espagnol.
- Béatrice de la Conception (1594-1646), clarisse espagnole.
- sainte Bonifacia Rodriguez Castro (1837-1905), religieuse fondatrice des servantes de St Joseph.
- Tomás Bretón (° 1850 - † 1923), compositeur d'opéras.
- Miguel de Unamuno (° 1864 - † 1936), philosophe espagnol, recteur de l'université de Salamanque.
- Dolores Cebrián (1881-1973), professeure et femme politique espagnole.
- Fernando González Bernáldez (1933-92), écologue, chercheur et universitaire.
- Fernando Vérgez Alzaga (° 1945 - ), cardinal de la Curie romaine.
- Vicente del Bosque (° 1950 - ), joueur et entraîneur espagnol de football.
- Benito Bermejo  (° 1963 - ), universitaire, spécialiste de la Seconde Guerre mondiale.
- Mario Ramos (° 1973 - ), acteur et poète allemand d'origine espagnole.
- Álvaro Arbeloa (° 1983 - ), joueur espagnol de football.

## Anecdotes

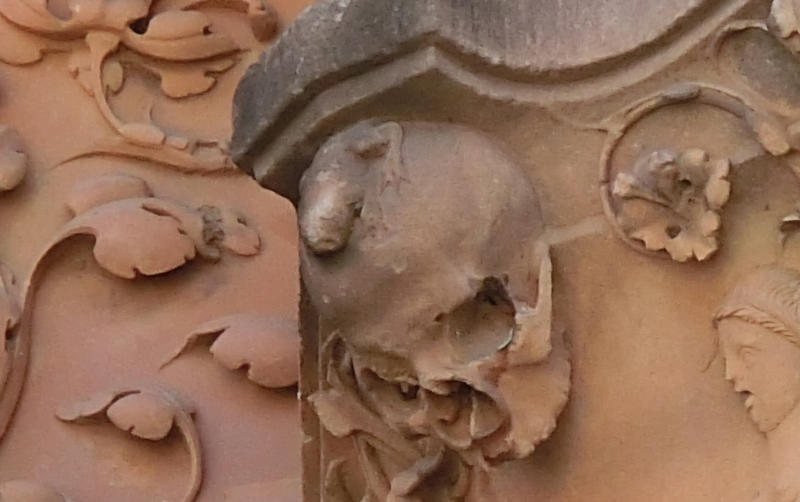
Grenouille de l'université.

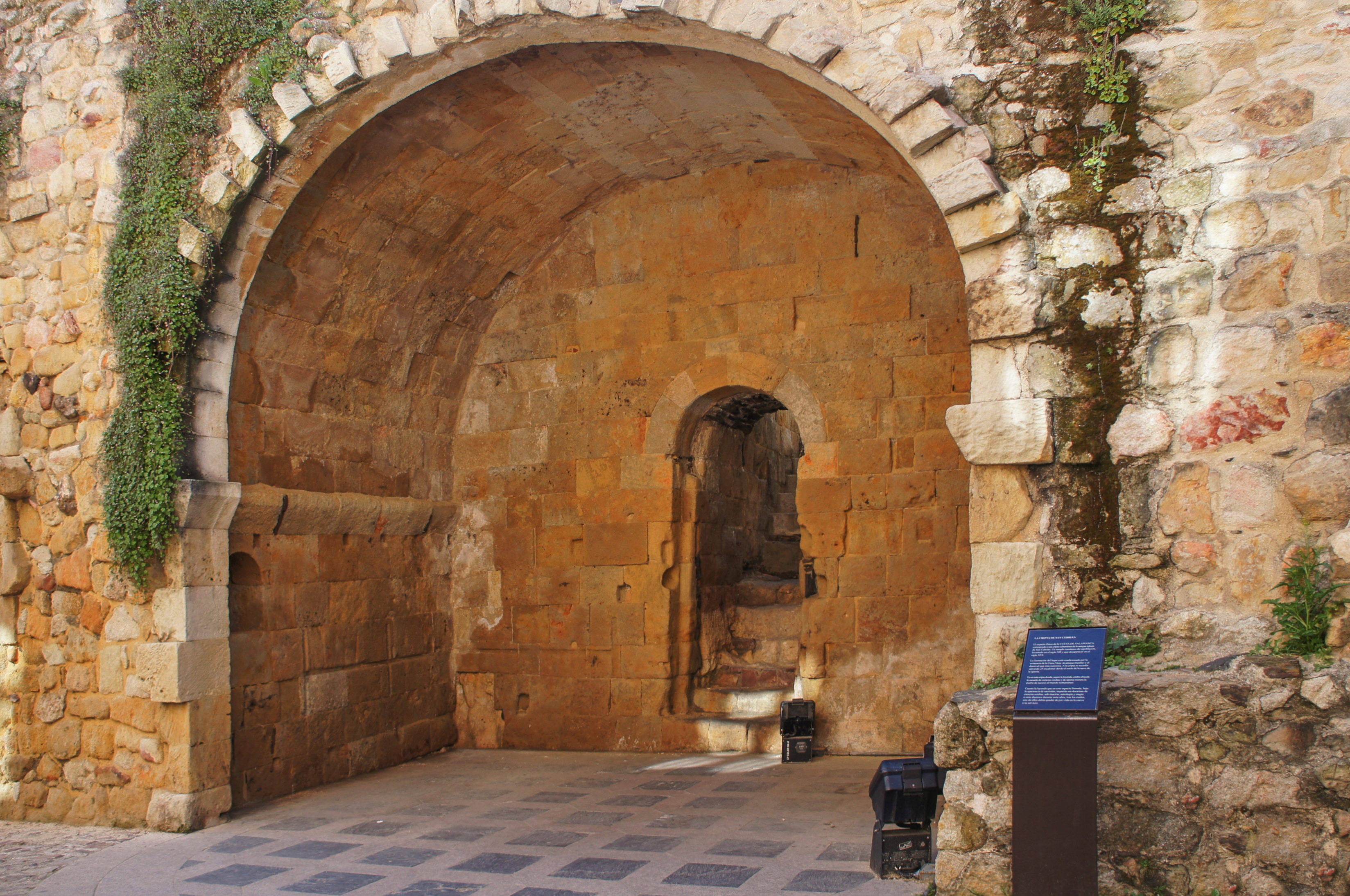
La grotte de Salamanque.

- La grenouille qui apparaît sur l'un des crânes décorant la façade de l'édifice original de l'université constitue une des principales attractions touristiques de la ville et aussi de son histoire. Selon la légende, l'étudiant qui ne la voit pas, manquera son année. En réalité, il est très probable que son origine symbolise la luxure qui conduit à la mort. C'est aussi un appel à l'étudiant pour se concentrer dans les études et ne pas tomber dans cette « luxure ».
- Le quartier juif de Salamanque était situé au nord, proche de la muraille. En 1492, quand ils furent expulsés, le quartier fut détruit et déserté. Après quoi il s'est rempli de lapins, d'où son nom : le quartier « Del Conejal ».
- Une légende populaire dit que la rue « Tentenecio » doit son nom au fait que San Juan de Sahagun y marchait et rencontra soudain un énorme taureau qui s'était échappé du marché. Sahagun lui cria « Tente Sot » et le taureau, d'une manière étonnante se calma.
- Durant une longue période, les étudiants de l'université étaient logés dans des collèges répartis sur le quartier ancien. Chacun d'eux se distinguait des autres par son uniforme dont les couleurs représentaient certains oiseaux. Ainsi, dans la ville, on disait que les collèges étaient comme des nids qui abritaient les étudiants.
- Le nom de la maison des morts dont la façade est ornée de crânes, vient du fait que la maison recouvrait une femme morte sans que personne ait pu explique ce malheur. Ainsi, la maison était hantée et tous ceux qui y vivraient mourraient.
- Dans le livre de « Lazarillo de Tormes », une scène se déroule à Salamanque. Près du pont romain, on trouve une sculpture de pierre qui représente un taureau. Possiblement, l'aveugle disait à Lazarillo « Place l'oreille proche du taureau et tu entendras l'eau passer ».
- El Mariquelo est un personnage typique de Salamanque qui chaque année, à la veille de la fête de tous les saints, monte au clocher de la nouvelle cathédrale pour commémorer le tremblement de terre de Lisbonne de 1755 qui a retenti sur les campagnes et affecté la structure de la tour. Depuis, la famille de los Mariquelos accomplit la tradition jusqu'en 1976. En 1985, Angel Rufino de Haro décida de refaire surgir la tradition : chaque année, il monte en costume typique de Salamanque jusqu'au point le plus haut de la tour de la cathédrale pour jouer une musique avec tambourin et cornemuse.
- Les rues Gibraltar et Setenil, aujourd'hui « El Patio Chico » s'appellent ainsi car les armées des rois castillans qui ont conquis les villes sur les Arabes au XIVe siècle étaient composées majoritairement de miliciens de Salamanque.
- Sur la colline de Carvajal se trouve la grotte de Salamanque, où, selon la tradition, se trouve la cathédrale du Diable. Voilà pourquoi dans une partie de l'Amérique hispanophone, une Salamanque est une grotte de sorcières.